# Жигмунд Луксембуршки
Жигмунд (Зигмунд, Сигисмунд) Луксембуршки (лат. Sigismundus Luxemburgicus; 1368—1437) је био краљ Угарске (1387—1437), цар Светог римског царства (1433—1437), маркгроф Бранденбурга (1378—1388. и 1411—1415), краљ Римљана (1410—1433) и краљ Чешке (носио је титулу од 1419, дефакто од 1436) из породице Луксембурга. Био је син Карла IV Луксембуршког (1346—1378) и Елизабете Померанијске, а био је ожењен Маријом Анжујском, ћерком и наследницом угарског краља Лајоша I Великог (1342—1382).
Био је изузетно активан владар, плаховитих потеза, смелих планова и брзих одлука, али више витез-авантуриста него државник широких погледа. Његова основна грешка је што ниједан од многих започетих подухвата није извео до краја, задовољавајући се половичним решењима. Стављен пред крупна питања и опасности, о чијем значају нема сумње, он је расипао снагу своје државе на послове споредне важности и стално улетао у нове сукобе, који су, и са привидно повољним резултатима за њега, били од штете за главно дело које му је предстојало, а то је била одбрана Угарске и Европе од све јачих Турака Османлија. Кад је сагледао турску опасност у правој мери он се није у потпуности посветио њеном сузбијању, а и турска снага је толико порасла да се више није могла ослабити наивним витешким потезима и повременим експедицијама.
На почетку своје владавине сукобио се са Анжујцима из Напуљске краљевине који су му оспоравали право на титулу краља Угарске истакавши сина Карла II Драчког Ладислава Напуљског као свог кандидата. У склопу тих борби је планирао рат против кнеза Лазара (1371—1389) и краља Твртка (бан 1353—1377, краљ Срба и Босне 1377—1391) који су подржавали Ладислава, али је од тога одустао посредовањем Лазаревог зета мачванског бана Николе Горјанског Млађег. После Косовског боја Жигмунд је напао кнежевину Србију, али су га њени вазални односи са Османским царством спречили у освајању њених области. Крајем 14. века организовао је крсташки поход против Османлија са циљем њиховог протеривања са Балканског полуострва, али се поход окончао катастрофалним поразом Никопоља 1396. године у коме је једну од пресудних улога на османлијској страни одиграо кнез Стефан Лазаревић са својим оклопницима. После битке код Ангоре 1402. године прихватио је деспота Стефана за свог вазала и предао му на управу разрушену Београдску тврђаву, коју је деспот обновио и проширио. Око 1406. године се оженио по други пут, изабравши за своју супругу Барбару Цељску, ћерку Хермана II Цељског. Споразумом у Тати 1426. прихватио је да српског деспота Стефана наследи његов сестрић, Ђурађ Бранковић.
Водио је ратове против краљевине Босне и хрватских великаша, али није успео да трајно покори Босну, чији су великаши и краљеви признавали његову власт само док је у њој била присутна угарска војска. Покушао је да сломи отпор Јагелонаца у Пољској сарађујући са тевтонским витезовима, али је због притиска племства изостао из битке код Гринвалда 1410. године. Током његове владавине Јан Хус се побунио против немачког племства и католичке цркве, због чега је Жигмунд у сарадњи са папом сазвао сабор у Констанци (1414—1418). На сабору је одлучено да се Хус спали на ломачи, што је урађено у јулу 1415. године, што је покренуло тзв. хуситске ратове. Основао је витешки ред Змаја у који су ушли највиђенији владари његовог доба.
Током његове владавине у Угарској увелико се одвија процес новог јачања и организовања крупних феудалаца. Томе је посебно ишло на руку одсуство краља Жигмунда, који је за време своје полувековне владавине одсуствовао из земље скоро 22 године. У Хрватској се нагло уздиже породица Франкопана, чији родоначелник Никола, као бан Хрватске и Далмције, добија од Жигмунда 1426. године ове области у залог до Цетине и Поуња, заједно са свим краљевским Власима. Од 1434. године, када су овој породици прикључене и области Иваниша Нелипчића, Франкопани су, уз Крбавске Курјаковиће, убедљиво најмоћнија племићка породица у Хрватској.
Није имао мушких потомака и његовом смрћу се гаси династија Луксембурговаца, а на престолима Угарске и Чешке наслеђује га његова једина ћерка Елизабета односно њен супруг Алберт Хабзбуршки.

## Порекло и младост
Жигмунд Луксембуршки рођен је 15. фебруара 1368. године у Нирнбергу као син Карла IV, цара Светог римског царства и његове четврте супруге Елизабете Померанијске. Године 1374. верен је са Маријом, кћерком-престолонаследницом угарско-пољског краља Лајоша I Анжујског. 1378. године, када је постао маркгроф Бранденбурга, Лајош га је прогласио за свог наследника, што је у Пољској прошло са пуно оспоравања. 25. јула 1382. године на конгресу у Зволењу, краљ Лајош је присилио пољско племство да призна Жигмунда. Једини који га није хтео признати, био је Бартош од Одоланова, окорели непријатељ Анжујаца. Краљ је зато против њега послао управо Жигмунда, који је у походу имао успеха, успевши да му преотме: Козмин Вјелкополски, Кожмињец и Набишице, а 8. септембра да опседне Одоланов. Нашавши се у тешкој ситуацији, 11. септембра, Бартош се предао.
На дан Бартошеве предаје умро је краљ Лајош и власт у Угарској је преузела његова удовица Јелисавета, као регент дванаестогодишње Марије. Међутим, Пољаци Марију нису хтели за краљицу, а највише због Жигмунда, кога су сматрали непријатељем. Зато су му, 25. септембра, на конгресу целе Пољске, у Радомску, поставили врло тешке услове, између осталог да стално мора живети у Пољској. Нови конгрес целе Пољске у Вислици је, 6. децембра, донео још оштрију одлуку, да се Жигмунду не дозволи ни улазак у Краков. Спречивши га да преузме власт, Пољаци су за свог монарха изабрали Јадвигу, млађу кћер Лајоша и Јелисавете, и тако изашли из уније са Угарском.
Међутим, Жигмунд је 10. августа 1383. године пристигао у Пољску, и то на челу угарске војске од 12.000 људи, која је имала за циљ да у краљевским претензијама подржи Јадвигу против Земовита IV Млађег, мазовског војводе из огранка династије Пјаст. Војска се улогорила у Старом Сончу, како говори хроника Јанка из Чарнкова, на велику штету локалног становништва. Поменута хроника даље описује овај догађај:
Пљачкајући и безобзирно спаливши мазовске земље око Радома, Сохачева, Ловича, Гомбина и Гостињина.
Дана 25. септембра војска Угара, Кракова и Сандомјежа је опсела Бжешћ, окрутно пустошећи Кујавију. Напокон, посредством Владислава, војводе кујавског и ополског, 6. октобра је дошло до примирја до Ускрса следеће године. Пошто је пољско племство, на сабору у Радомску, 2. марта 1384. године, тражило да Јадвига што пре стигне у Пољску, угарска краљица Јелисавета покушала је да наметне Жигмунда за, у неку руку, управитеља северне краљевине. Међутим, пољски магнати одбијају ту одлуку, претећи ратом. Јанко из Чарнкова наводи:
Сазнавши за то, становници Кракова, желећи да га спрече да уђе, кренули су у Сонч и послали му изасланике, молећи га да престане да их узнемирава, јер га не бирају за владара или управитеља, јер ће га у противном дочекати с оружјем у руци.
- Карло IV Луксембуршки, Фреска из једне келнске цркве рађена на гипсу.
- Елизабета Померанијска, детаљ мозаика Страшни суд из Катедрале Светог Вида у Прагу.
- Карло IV и његови дворјани одводе Жигмунда у Бранденбург. Илустрација из Књиге Цара, Диболда Лаубера.
- Пољско-угарска персонална унија (црвено) са својим вазалима (ружичасто обојено), 1382. године.

## Борба за угарски престо
У то време, у Угарској избијају устанци против власти краљице, предвођени браћом Хорватима. У пролеће 1385. палатин Никола Горјански наговорио је младу краљицу Марију да раскине веридбу са Жигмундом, који је као Немац био омражен и међу Хрватима и међу Угарима, и вери се за Луја Орлеанског, брата француског краља Шарла VI. Жигмунд није био вољан да се тек тако одрекне веридбе која би му донела угарску краљевску титулу. Стога је продао своја имања и од добијеног новца скупио војску. Већ почетком августа, млади маркгроф је на челу те војске је продро у Угарску и освојио Њитру и Пожун. Суочена са све јачом странком побуњеника на југозападу, краљица Марија се враћа Жигмунду и у септембру постаје његова супруга.
Хорвати су дигли главу после краљичине удаје, и почели отворено да раде за претендента, напуљског краља Карла Драчког, који се 12. септембра искрцао у Сењу и кренуо ка Загребу. Када је Карло у децембру кренуо ка Будиму, међу краљичиним присталицама је завладао велики страх. У међувремену, још 8. новембра, Марија и Јелисавета су сазвале државни сабор, на коме је краљица потврдила права сталежа и редова, очито да би осигурала подршку племства. Истог дана, Жигмунд је био изабран за старатеља и управитеља краљевине. Међутим, он се тада налазио у Бохемији и ово његово именовање остало је без ефекта. Крајем децембра Марија је била приморана да преда престо Карлу. Овакав краљичин поступак само је био сплетка њене мајке, која је 7. фебруара 1386. године организовала атентат на новог угарског краља. Од ране задобијене том приликом, Карло је умро 24. фебруара, после чега је у земљи наступио прави грађански рат.
Краљица Јелисавета са својом кћерком Маријом опет је у руке преузела државну власт, али обе су биле сматране крвницима. Краљева погибија узбунила је све његове присталице, које су су у највећем броју налазиле у Хрватској и Славонији. На њихово чело стала су браћа Хорвати: Павле, Иваниш и Ладислав, а придружио им се и њихов ујак врански приор Иван Палижна са братом Томом и нећаком Бериславом. Од претходних побуњеника једино је Стефан Лацкфи сад прешао на страну краљица.
Жигмунд је сад, као супруг краљице Марије, хтео да преузме престо у Угарској и Хрватској, али се томе успротивила краљица Јелисавета. На то је бранденбуршки маркгроф, подржаван од полубрата Вацлава IV, краља Римљана и Бохемије, упао у Угарску и продро све до Ђера. Ипак Жигмунд се 12. маја 1386. године, управо братовљевим посредовањем, одрекао крунисања у замену за Тренчин, жупанију Ваш и сва имања која су некад припадала херцегу Стефану, брату краља Лајоша. Краљице се после тога упућују у Славонију, не би ли својим присуством смириле побуне. Међутим, повевши са собом малу пратњу, оне 25. јула упадају у заседу код Горјана, где су заробљене, а велика већина њихове пратње заједно са Горјанским побијена. Краљице су прво биле затворене у Гумнику, да би касније биле пребачене у Новиград код Задра.
Покољ код Горјана послужио је лукавом Жигмунду, да преузме власт у земљи у име своје жене Марије. Већ 5. септембра налазио се у Столном Београду, где је, делећи разне повластице, нашао савезнике међу племством. На његов страну прешле су, такође, и Маријине и Јелисаветине присталице, надајући се да ће млади маркгроф ослободити њихове краљице. Жигмунд је тада постао управитељ и капетан краљевине Угарске и као такав предузео почетне мере у гушењу устанка Хорвата. Северинског бана Ладислава од Лученца именовао је за генералног капетана краљевина Славоније, Далмације и Хрватске, а Николу Горјанског Млађег за бана Мачве. Крајем 1386. кренуо је и лично против устаника, са главним циљем да ослободи краљице. На вест о овоме, краљица-мајка Јелисавета била је задављена, средином јануара 1387. године пред очима њене кћери, која то сама приповеда у повељи од 14. септембра исте године. После овога је краљичино мртво тело тајно је пренесено у Задар, где је сахрањено у цркви Светог мученика Хрисогона Никејског. Ту је остало до 16. јануара 1389. године, када је лађом превезено до Обровца, а даље у колима преко Лике и Загреба у Столни Београд, где је сахрањено у дворској гробници.
Можда су овим убиством Хорвати хтели застрашити Жигмунда, који се 10. јануара налазио у Копривници, а 15. у Дубрави, после чега се повукао, препустивши бану Ладиславу борбу с устаницима.
Млечани су се бојали да се напуљски двор не учврсти на источној страни Јадранског мора. Њихове бојазни обистиниле су се када је 22. фебруара једно изасланство на челу са Павлом Хорватом испловило из Задра за Напуљ, са циљем да понуде круну Ладиславу Напуљском, сину Карла Драчког. Као одговор на ово, Млечани шаљу свог изасланика Панталеона Барба, да убеди угарске великаше да изаберу Жигмунда за краља. Његов рад је заиста дао резултате и Жигмунда је 31. марта веспремски надбискуп Бенедикт крунисао круном Св. Стефана. Као божјом милошћу краљ Угарске, Далмације и Хрватске, он је 4. априла позвао становнике у нашим краљевинама: Далмацији и Хрватској, да се клоне Иваниша Хорвата и Ивана Палижне. Међутим, овај краљев позив је дошао прекасно, јер су побуњеници већ превладали у целој Хрватској, Славонији и Далмацији, као и у Мачванској и Северинској бановини, што сама краљица признаје у споменутој повељи од 14. септембра 1387. године.

## Борба са Хорватима и ослобађање краљице Марије
Бан Ладислав од Лученца није испунио наде које је у њега полагао краљ Жигмунд. Крајем фебруара 1387. године устаничка војска на челу са Иванишем Хорватом и Иваном Палижном нападала је Загреб, а ускоро им се придружио и босански војвода Хрвоје Вукчић са братом Вуком, нема сумње по пристанку босанског краља Твртка. Ладислав је 1. марта боравио у Загребу, где је Градец, горњи град, подржавао краљицу Марију, док је Каптол био уз Павла Хорвата. Док је бискуп боравио у Напуљу, бан је покушао заузети Каптол, али га је спречила побуњеничка војска која се налазила у околини. Бан се морао задовољити само тиме, што је становнике Градеца позвао да поруше обрамбене зидове око Каптола. Почетком марта читав Загреб је већ био у рукама побуњеника, а ускоро готово и сва остала Хрватска и Славонија. У Мачви, где је Иваниш Хорват донедавно био бан, такође се јавио бунтовни покрет, који је живо помагао кнез Лазар Хребељановић, коме су ове прилике дале могућности, да се ослободи угарске врховне власти и да покуша проширење својих поседа на северу. Уз помоћ кнеза Лазара, Ладислав Хорват је почетком јуна упао Мачву и заузео 3 града: Битву, Купиник и Београд.
У тешкој ситуацији, Жигмунду је у помоћ прискочио крчки кнез Иван V Франкопан, који му је јавио да ће спасити краљицу Марију, ако му краљ пошаље копнену војску и прибави помоћне лађе. Жигмунд је оберучке прихватио тај позив, па је 9. априла замолио Млечане да на далматинску обалу пошаљу своје галије, да би спречили пребацивање краљице Марије у Напуљ. Млечани су опремили 24 галије, у случају сукоба са напуљском флотом, и позвали далматинске градове на верност угарској круни. 30. април 1387. одазвао се град Сплит, 2. маја Трогир, а 3. маја Шибеник. Средином месеца, у савезу са Курјаковићима, Иван Франкопан је изненада напао Почитељ, у коме су с налазили неки заробљени угарски великаши. Иван Палижна је дуго бранио Почитељ, али, при недостатку хране, на крају се морао повући у Новиград, који је ускоро такође опсео Франкопан, уз помоћ млетачке флоте. Палижна је врло брзо био приморан на преговоре, али није хтео преговарати са Франкопаном, већ са млетачким војводом Ђованијем Барбадиком. Пошто му је Барбадико јамчио личну слободу ако изручи живу краљицу, Палижна је предао град Млечанима и 4. јуна отишао у свој град Врану.
Ослобођена краљица Марија отишла је из Новиграда у оближњи Нин, где јој се 8. јуна поклонило изасланство града Задра. Из Нина је 15. јуна отишла у Сењ, где је остала 2 недеље. Ту је 19. јуна примила млетачке изасланике, који су јој у Републике честитали на ослобођењу. Марија се 30. јуна захвалила Републици на пруженој помоћи, а дужду препоручила свога витеза Барбадика. Краљица се напокон 1. јула с великом и сјајном пратњом из Сења запутила у Загреб, где ју је 4. јула свечано дочекао краљ Жигмунд. Жигмунд је са Маријом провео у Загребу месец дана, станујући у двору који је још 1335. године саградио Карло Роберт.
У међувремену, осетивши опасност побуне, Угари су кренули да је угуше што пре. Нови мачвански бан Никола II Горјански и храбри Стефан Корођ, доскорашњи заробљеник у Почитељу, повели су енергичну акцију да свете дотадашње поразе и сломе побуњенике. Горјански је савладао браћу Иваниша и Ладислава Хорвата у Мачви и у источној Славонији. У бици код Черевића испод Фрушке горе њихова војска је поражена и они губе тврђаву Илок, а с њом и читав Срем. Иваниш се склонио у Пожегу, коју је опсео Никола Горјански. Ладислава Хорвата, који је пожурио да доведе помоћне чете од кнеза Лазара, Горјански разбио у више сукоба у самој Мачви. Док је Горјански ратовао са Ладиславом, Иваниша су спасили његови некадашњи пријатељи Стефан Лацфи и Стефан од Шимонторње, помогавши му да из Пожеге утекне у Босну, код краља Твртка.
Иваниш Хорват и Иван Палижна су, потом, из Босне упали у Славонију, где су освојили Вуковску и Пожешку жупанију, дошавши до Драве. Међутим, Стефан Корођ их је средином јула, у борби у којој је погинуо Ладислав Хорват, приморао да се врате натраг у Босну. Средином септембра Иваниш Хорват је опет упао у Славонију, али у га савладали Корођ и Горјански, при чему су многи хрватски великаши, између осталих и Берислав Палижна, били заробљени и погубљени. Истовремено краљица Марија је 14. септембра 1387. године браћу Хорвате лишила поседа у Пожешкој, Вуковској и Бачкој жупанији, које је одбио Никола Горјански. Такође, уместо Павла Хорвата за загребачког бискупа је био постављен Чех, Јан Смило.
Сам Жигмунд је, после боравка у Загребу, кренуо против побуњеника. Прво се упутио у Копривницу, одакле је 7. августа поседима наградио град Загреб. Потом се вратио у Крижевце, где се налазио 8. августа. Одавде је напао Гумник и освојио га, настанивши се у Чазми, где је остао до 23. августа, после чега се вратио у Угарску.

## Сукоби са краљем Твртком
Босански краљ Стефан Твртко био је заинтересован за далматинско приморје, и, као таквом, добро му је дошао грађански рат у Хрватској. Додуше, 1385. године, његову подршку су купиле краљице Марија и Јелисавета, уступивши му Котор, али прилике су се временом битно промениле. Тврткова је рођака Јелисавета била је мртва; Млечани су се уплели у грађански рат у Хрватској; краљица Марија се 1385. одрекла престола. Твртко Жигмунда ни после крунисања није сматрао законитим владарем; Жигмунд га је пак називао баном, не признајући му краљевску титулу. Све ово је утицало на Твртка да 1387. године отворено ступи у борбу са Жигмундом. Потиснути у Славонији, око њега су почели да се купе хрватски побуњеници, који су у њега полагали сву наду.
Оваквим држањем Твртко се декларисао као глави савезник напуљског двора на источној страни Јадранског мора. Иако су Млечани на све стране поручивали да треба остати веран угарској круни и краљици Марији, и нису нимало крили да су противници напуљског двора, хрватско племство је, у свом већем делу, било против краљице Марије, што је вршило известан утицај на градско становништво у Далмацији. Напуљски двор је доста видно показивао да не мисли да остаје неактиван и да ће окушати своју срећу на било који начин, али док је био неактиван главни центар окупљања побуњеника била је краљевина Босна.

### Предаја Клиса и офанзива Жигмундових присталица
Твртко је нарочито постао активан у Хрватској и Далмацији, на које је полагао право као праунук Павла Шубића, наследног бана Хрватског. Први град који је признао Тврткову власт био је Клис, огњиште Шубићеве породице. Грађани су му понудили свој град под условом да им се признају сва права и повластице које су раније добили од Шубића и уживали све дотада. Дана 22. јула 1387. године Твртко је писмено изасланицима зајамчио све повластице, које је град добио у време његових господара: банова Младена и Павла Шубића. Твртко је намеравао да овај град искористи као базу за даље ширење у Далмацији, и то што пре, док траје анархија у Угарској. Сплићани, који су били први на удару, 1. августа сазвали су веће, на ком су одлучили да у Босну пошаљу свог грађанина Миха Мадијева, како би одвратио краља Твртка од напада. Међутим, за то је било касно. Већ 2. августа, босанска војска је напала сплитско подручје, не нападајући сам град.
Твртко је истовремено био активан и на источној и северној граници. Његовом и Лазаревом помоћу ојачани одметници кренули су у нове борбе, променљиве среће, али са осетном штетом за Угаре. Нарочито је био опак њихов упад у Срем првих дана септембра 1387. године. Разљућен лошим вестима, Жигмунд тада одлучује да лично крене против њих. 22. септембра, писао је млетачком дужду да неће ићи само против досадашњих одметника, него и против босанског бана, да скрши њихову обест. Међутим, није пошао, а борбу су наставили његови заповедници Никола Горјански и Стефан Корођ, којима је пошло за руком да потисну побуњенике све до Саве, али нису смели да уђу у Босну. У тим борбама угарски извори нарочито помињу учешће добро наоружане босанске и српске коњице, која је устаницима чинила велике услуге својим брзим маневрисањем. Краљ Жигмунд, хвалећи лавовску срчаност својих верних, наводи да је током ове офанзиве пао велик број неверних и шизматичних Босанаца и Рашана.
У јесен 1387. године Врану су опселе присталице Марије и Жигмунда, нови врански приор Алберт де Лосок (од Лученца) и крбавски кнезови Будисављевићи. 11. новембра опседнутом Палижни је у помоћ стигла Тврткова војска, страховито похаравши задарски крај. У њихове руке је пало око 3.000 грла ситне стоке и на 1.400 крава и волова. Противничка војска одмах је потом напустила опсаду Вране и повукла се у Нин, чији је заповедник 17. новембра писао:
Ради множине и снаге босанских јеретика не могосмо остати у пољу, него се склонисмо у Нин, стари град верних.
Тврткова војска сјединила се после тога са Палижнином и пошла одмах за непријатељем под сам Нин, чија је опсада трајала све до 17. децембра, када је била прекинута вероватно због оштре зиме. Ово ратовање донело је Твртку, поред војничког успеха и јачања личног престижа, још и град Островицу (17. децембра), једно од старих Шубићевих седишта. Босански краљ је тада, у сврху освајања Хрватске и Далмације од Жигмунда, именовао Ивана Палижну баном Хрватске и Далмације, чије се седиште налазило у Клису. Заслугом Ивана Палижне и краља Твртка бунтовнички покрет против краља Жигмунда и краљице Марије опстао је у Далмацији.

### Страх у Далмацији и губитак Халича
Уплашени далматински градови, попут Сплита, Шибеника, Трогира, Нина, Скрадина и Задра, после пада Островице почели су да траже везе с Твртковим људима и да се на неки начин осигурају. У Трогиру се 26. и 27. децембра дуго већало и колебало, да би на крају наступио крвави пир. Народ се одлучио за Босанце и три вође Жигмундове странке било је побијено, један чак на сред трга, 27. и 28. децембра, док су остала двојица успели да побегну у Сплит. Овај трогирски случај унео је у остале далматинске градове још више пометње и забринутости. Неки су се, стога, одлучили да моле краља Жигмунда за што скорију помоћ. Већ у јануару 1388. године, представници Задра, Шибеника и Сплита ишли су са том мисијом на угарски двор. Од свих далматинских градова једино Дубровник, због свог споразума са Твртком, није имао никаквог разлога за страх. Мала република је чак успела да своје односе са Босном прикаже на угарском двору као нимало нелојалне и да 28. октобра 1387. године, Жигмундовом повељом, добије неку врсту дозволе за даље везе. Том приликом је угарски краљ пристао, да република може добијати земље и подручја од људи из Босне и Рашке, изузевши само оне земље, које су остали краљеви Угарске, наши преци, држали и поседовали.
Чим је мало попустила зима, 18. фебруара 1388. године Палижна је поново напао и опустошио сплитски крај, у коме је био завладао велик страх. Трогирска општина, која није могла бити равнодушна према судбини блиског Сплита, безуспешно је покушавала да посредује. Пошто је Сплит остао веран Жигмунду, Твртко је предузео одлучније кораке. Два његова посланика, војвода Влатко и Станоје Јелачић, средином марта су пошла у Клис, да пре новог напада понуде споразум далматинским градовима. Међутим, једино су Трогирани поздравили краљеве људе и поклонили им 50 либара у знак пажње, док су остали градови остали пасивни, сваког часа се надајући помоћи угарског двора.
Можда су градове охрабриле вести о успесима Жигмундове војске против Иваниша Хорвата. При том сукобу је неколико хрватских бунтовника било заробљено, одведено у Будим и тамо привезано коњима за репове, вучено по улицама и најпосле погубљено и рашчеречено. Тај језиви пример заплашио је људе, али, у самој Далмацији, краљ није био у стању много да помогне. Он се у ово време налазио у великој новчаној кризи и није могао без тих средстава да планира озбиљну војну акцију.
Осим тога, његова свастика Јадвига и њен супруг Владислав II Јагело употребили су унутрашње немире у Угарској да прошире своју власт у Халичу на рачун исте. Њихова војска је у јануару 1387. године напала ту област, али је пољски племић Владислав Ополски, од 15. јула 1386. године гувернер Халича, стао на страну угарских интереса. Дана 6. фебруара, он је из Ченстохове позвао становништво Халича да не призна пољску власт, међутим она је била успостављена у целој области до марта. Овакав развој догађаја утицао је на молдавског кнеза Петруа II Мушата да 26. септембра 1387. године збаци врховну власт круне Св. Стефана и пређе на пољску страну.
Уследило је Жигмундово мешање у унутрашња питања Пољске. После смрти Бодзете, надбискупа Гњезна, 26. децембра 1388. године, за новог надбискупа је постављен Јан Кропидло, и то личном интервенцијом свог стрица Владислава Ополског код папе Урбана VI. Владислав Јагело је одбио да прихвати његово именовање, што је изазвало низ сукоба у самој Пољској. У јулу 1392. године Жигмунд се састао са Јадвигом, изгладивши односе са северном краљевином, а Кропидло се повукао 31. јула 1394. године, после пораза Владислава Ополског. Догађаји на северу и североистоку дуго су заокупили пажњу угарског краља тако да дуго није могао ништа предузети у Далмацији.

### Савез далматинских градова
После неуспелих преговора са далматинским градовима, Твртко је прешао у напад. У другој половини маја његова војска је опет опустошила сплитски крај, док се истовремено у Котору спремала његова флота. Кад су чули те вести уплашени Сплићани су 10. јуна упутили Жигмунду једног речитог фратра, да му изложи тежак положај града. У случају да краљ не може да им помогне, фратар би требало да га убеди да им дозволи да се сами определе без жига велеиздаје или да пред племством изјави да Сплићани скидају одговорност са себе. Ако им краљ и великаши обећају помоћ, фратар је требало да пренесе, да ће је Сплићани чекати најдаље до краја јула, а да ће после тога поступити по својој савести.
Колико год да су биле озбиљне молбе и поруке Сплићана, Жигмунд је само могао да их позове да верују и да устрају. Он је, заиста, помишљао на да крене у поход против Твртка и почео је да се спрема за борбу, али је читав план био напуштен или због других државних питања или због недовољног одзива. Иако су се бојали Твртка, Сплићани му се нису покорили. Напротив, почели су да раде на формирању одбрамбеног савеза далматинских градова, у који су ушли и неки хрватски кнезови. Њихов закључак о томе донесен је 28. августа, када је њихов грађанин Петар Зорић добио задатак да позове у савез Шибеник и Скрадин и хрватску властелу Нелипчиће, Вида Угринића и, према потреби, крбавске кнезове. Савез је, очигледно, био уперен против Палижне и Твртка, а његов коначни циљ било је освајање Клиса.
Овај сплитски предлог наишао је на повољан одзив, и 6. октобра 1388. године, одржан је заједнички састанак Сплићана, Шибеничана, Скрадињана и представника властеле Нелипчића и Угринића у скрадинској цркви Св. Катарине, где је склопљен уговор о савезу. Циљ савеза изражен је речима да ће се учесници узајамно помагати, са жељом да себе, земљу, места и сву имовину своју очувају у дужној верности према светој круни угарској. Једна тачка уговора, која је везала све преговараче и била необично карактеристична, гласила је овако:
Ако би се у краљевини Угарској у току догађаја збила каква промена, не може и не сме ниједна од наведених странака пристати уз другога владара, господара, особу или општину или државу без сагласности осталих савезника.
Да је ситуација у Далмацији, после склопљеног савеза, била опасна по Твртка види се по закључку Дубровника из 14. октобра 1388. године, да би у случају рата деловао као посредник. Међутим, делотворност овог савеза није потрајала, пошто је између града Трогира и кнеза Нелипчића дошло до сукоба. Обавештен о томе, Твртко је у новембру послао кнеза Хрвоја Вукчића са братом Војиславом у Книн да још једном позову тамошње противнике да признају његову власт. Босански краљ је са њима послао и војводу Влатка Вуковића, као свог намесника, са једним војним одредом. Њиховом позиву се опет одазвао само град Трогир, који је 11. новембра послао Хрвоју изасланика.

### Твртков споразум са далматинским градовима
Тврткова последња активност изазвала је реакцију угарског краља. Жигмунд је, наиме, узалуд покушавао да уђе у савез с Млечанима, који би му били од велике користи у Далмацији. О његовој понуди се у Венецији дуго разматрало, при чему је Република, прво тражила знатну цену за своје услуге, да би се на крају одлучила за неутралност. 29. септембра 1388. године Жигмунд је склопио једногодишње примирје са пољским краљем, после чега је могао да се посвети далматинским питањима. Именовао је славонског бана Ладислава од Лученца за управника (лат. gubernator) Хрватске и Далмације, послао га у угрожене крајеве да успостави ауторитет угарске круне. Бан је стигао у Задар 23. децембра, где је одмах почео скупљање војске, при чему је забележено да су му Шибеничани 4. јануара 1389. године послали 50 својих људи. Војска је кренула против побуњеника 8. фебруара, али није имала успеха. Неуспех похода највише с огледа у томе што Твртко после њега продире до самог Задра и спаљује му предграђа. У марту је војвода Влатко пред Сплитом давао победничке поруке угроженом граду, тражећи његову предају.
Услед пораза банове војске, Сплит је почео да се колеба. 24. марта 1389. године градско веће је изабрало Николу Срећу и Ивана Марина, као своје представнике и посланике краљу Твртку. Слично су урадили и остали далматински градови. Из упутстава датих сплитским заступницима јасно се види њихово колебање. Босански краљ се према далматинским градовима показао као врло предусретљив, тиме што је пристао да им потврди старе повластице, а Сплиту је дао 15. јун као последњи рок за предају. Твртко је чак пристао да Сплит буде последњи далматински град који би подвео под своју власт, али сплитским изасланицима дао до знања да ће, у случају неиспуњења обавезе, град бити озбиљно нападнут.
Кад су добили повољне одговоре од краља Твртка, Сплићани су, у договору са Шибеничанима и Трогирцима, 19. маја послали су Жигмунду свог начелника Јакинца Малатесту и Николу Срећу, да га обавесте о свему и траже његову одлуку. Жигмунд, природно, није могао пристати на предају градова Твртку, стога обећавши скору помоћ и боље изгледе за будућност. Међутим, у кратком року од месец дана он није могао ништа конкретно предузети. У Трогиру и Сплиту је поводом тога завладао страх. 23. маја Трогирани су упутили једно посланство у Босну, које је имало за циљ да објасни краљу њихов положај и увери га да Трогир има најбоље намере. Чак су му понудили да у њихов град пошаље једног свог повереника. Кад је прошао 15. јун, а из Угарске није било поузданог одговора, Сплићани су одлучили да вешто дипломатишу око Твртка. У неприлици, прихватили су се тачке уговора, која им је говорила да се могу предати последњи. С тим упутама, они су 30. јуна Босну послали Ивана Марина, молећи краља да их не дира док се и остали градови не покоре.

### Предаја Далмације
Док се главнина босанске војске још увек налазила на Косову, у јулу 1389. године бан Ладислав успео је да освоји Клис и потисне Босанце из неколико утврђења. Међутим, осигуравши се да Турци овог пута неће нападати Босну, краљ Твртко је крајем августа упутио нове чете у Далмацију да поправе положај и поврате изгубљено. Сјединивши се са Палижном и остацима његових трупа, босанска војска је већ крајем септембра палећи продрла све до самих капија Задра. Њихови напади, који су се понављали до дубоко у јесен, приморали су уплашени град да се обрати свом суседу Ивану Франкопану, молећи га за што хитнију помоћ. Крчки кнез се тада налазио у сукобу са крбавским кнезовима, па је његова помоћ од 400 коњаника стигла тек 16. новембра, дан после једног тежег напада Босанаца на задарски котар. 20. новембра ова војска је са 1000 Задрана и 200 Пажана пошла на град Врану, коју је већ опседао бан Ладислав. У две тешке борбе, 22. и 24. новембра, Палижна се са својим људима храбро борио и био рањен, али није могао да савлада савезничку војску. Тек у трећој бици, 10. децембра, Босанци су савладали савезнике, који су се срамно (лат. turpiter) повукли у Задар. Брзо после тога, 15. децембра, повратили су и Клис, вративши границе на стање пре угарског напада. Млетачка република обавештавала је угарски двор о босанским успесима, јављајући отворено да су далматински градови у великом страху и недоумици, такође, и да се Твртко потпуно определио за напуљски двор, при чему изјављује да све ради у име Ладислава Напуљског.
Краљ Твртко је од јесени 1389. године био изузетно активан у Далмацији, а Иваниш Хорват је чак именован за његовог хрватског намесника. Међутим, босански краљ у исто време добија новог противника. Млетачка република је 30. јануара 1390. године открила Жигмунду Тврткове намере, а 3. марта га упозорила да не дозволи да босански краљ поседне далматинске градове. Уверивши се да Жигмунд нема ни праве енергије ни могућности да заштити да заштити далматинске градове и углед угарске круне, Млетачка република, досад пасивна, одлучила је да покуша да сама завлада Далмацијом. Њихов сенат је још 29. априла 1390. одлучио да у Далмацију пошаље једног свог изасланика да испита стање и расположење становништва, после чега би се прешло у акцију. Међутим, за њихово мешање је било већ касно. Пошто није било угарске помоћи, Далмација је одлучила да се покори краљу Твртку, и у мају упутила је своје посланике у Босну. Свесна да би свака даља акција била узалудна, Млетачка република 26. маја доноси одлуку да обустави своју политичку агитацију.
Дана 8. маја 1390. године Сплит је, спреман да се покори под одређеним условима, издао изасланицима упутство за преговоре са Твртком и Иванишем Хорватом. За Сплитом су и други далматински градови: Шибеник, Брач, Хвар, а вероватно и Корчула, послали своје изасланике босанском краљу. Међутим, Трогир је, вероватно схвативши да Твртко не ради за напуљски двор већ за себе; сада донео нарочит закључак да остаје веран угарској круни:
Боље је да умремо него да изгубимо свету круну угарску.
Босански краљ је 2. јуна у Сутјесци издао Сплиту, непосредно после предаје, повељу са потврдом свих њихових дотадашњих права и повластица. Тај чин је ставио тачку на сплитске сукобе са Клисом и Омишем, пошто је краљ одредио границе између тих места, желећи да се наши верни Сплићани обилато користе нашом милошћу. Овакав поступак босанског двора према Сплиту поколебао је друге упорне далматинске градове, па и саме Трогиране, који су већ 8. јуна изјавили Твртку своју покорност. Шибеник је, покоривши се, 11. јуна, добио потврду старих повластица. Пример градова следила су и далматинска острва Брач, Хвар и Корчула.
Твртко је желио да придобије и Задар. У ту сврху је замолио Млечане да му уступе ратно бродовље, које би му било од велике при опсади града. Међутим, ову услугу су му ускратили, под изговором да Млетачка република, као трговачка држава, мора живети у миру. Упркос овоме, Твртко узима титулу краља Рашке, Босне, Далмације, Хрватске и Приморја, под којом се јавља 10. јула 1390. године, у трогирским белешкама.

## Турска опасност
Пред опасношћу од Турака Османлија кнез Лазар се у првој половини 1389. године, желећи да избегне сукоб са Угарском, посредством Николе Горјанског Млађег понудио за вазала Жигмунду. Жигмунд је то прихватио, али није дошло до склапања уговора, јер је већ пре тога пала одлука на Косову. Иако је пристао на споразум са Србима и у Вуку Бранковићу имао заговарача споразума, он је први искористио српски пораз. Хтео је да казни кнежевину за Лазарево помагање хрватским побуњеницима и да је, сад обезглављену, потчини својој вољи. У јесен 1389. Жигмунд је, лично предводећи своје људе, сасвим невитешки напао Лазареву удовицу Милицу, која је владала као регент свом малолетном сину Стефану. Угарска војска је продрла све до срца Шумадије, у долину Груже, где је освојила градове Борач и Честин. Краљ се чак у једној повељи од 31. марта 1390. године хвалио како је те градове победнички добио. Да је ситуација била опасна по Србију сведочи чињеница да је кнегиња Милица, замолила Дубровник за уточиште. Овај поход није имао ефекат који је Жигмунд очекивао. Сматрајући турску опасност за мање непосредну, кнегиња Милица је крајем 1389. године прихватила њихову врховну власт. По склопљеном споразуму, Турци су помогли Србима да потисну угарску војску све до Саве и да их тамо натерају на дефанзиву. Осим тога под турске чете су ушле у Голубац, да би боље пратили кретање Угара.
Пошто су балканске државе биле преслабе за давање већег отпора Турцима, њихова једина нада била је Угарска. Краљ Жигмунд је рано видео опасност од Турака, који су се већ од 1390. године јављали на његовим границама и предузимао је доста мера, које сам није доследно изводио. Његова политика је била, да преостале балканске државе веже за Угарску. Тако је живо настојао да у Босни поврати изгубљене позиције, а у Влашкој, Србији и Бугарској да милом или силом утиче на њихове владаре. Он је веровао да је његова снага и сама довољна да сузбије Турке и стога није много полагао на окупљању балканских хришћана око себе. Почетком 1390-их његова пажња је, углавном, била окренута враћању изгубљеног угледа у Хрватској и Далмацији, уз потискивање Ладислава Напуљског, и проширивање угарског утицаја у северној Србији. Поступцима према Србији и према Босни, Жигмунд је стекао много непријатеља, који су се све више окретали Турцима.
У лето 1392. године, Жигмунд је поново упао у Србију, овог пута да би сузбио турски утицај у њој. Одневши победу код Браничева, продро је све до Ждрела на истоку, повративши Мачву на западу. На угарске победе, које су биле извојеване у његовом одсуству, турски султан Бајазит I је одговорио већом војном акцијом на северу Балкана, следеће године. Циљ је био сузбијање угарског утицаја и могућности окупљања северних и северозападних балканских држава око Угарске. Први напад Турака био је упућен Трновској Бугарској, чији је владар Јован Шишман почео преговоре са Жигмундом. У јулу 1393. године стављена је тачка на постојање ове државе. Краљ Жигмунд није предузео ништа озбиљније да би спречио пад Трновске Бугарске. У ово време његова главна пажња била је посвећена Босни.

## Нова политичка ситуација у Босни
Жигмунд је имао среће што је Твртко умро у марту 1391. године, пре него што је успео да склопи брак са кћерком аустријског војводе Албрехта III Хабзбуршког, који би Жигмунду донео још једног моћног непријатеља и много проблема. Дознавши за смрт Твртка, у последње време свог супарника, Ладислав Напуљски се прогласио за краља Хрватске и Далмације. Истовремено кад и Твртко, умро је Иван Палижна, што је представљало неповратни губитак за Ладислављеве присталице. Вероватно по упутству Павла Хорвата, напуљски краљ је настојао да за себе придобије моћну породицу Хрватинића, кнезове Доњих Крајева и велике војводе Босанске краљевине. Хрвоја и Вука, два најстарија брата из те породице, Ладислав је 17. јула 1391. године именовао бановима краљевина Далмације и Хрватске, тј. за главне личности за све посредничке послове између Босне, Далмације и Хрватске. За свог главног намесника у читавој Хрватској и Угарској, напуљски краљ је поставио Иваниша Хорвата, који је у наредном периоду успео да му нађе неколико нових присталица, који су до скоро стојали уз краља Жигмунда. Ладислав Напуљски је целе 1391. и 1392. године вршио своју краљевску власт на источној страни Јадранског мора, само делећи повеље и повластице својим присталицама и онима које је хтео да придобије.
Краља Твртка наследио је брат Стефан Дабиша, човек без владарских способности и ауторитета. Дана 27. јануара 1392. године Сплићани новог босанског краља називају краљем Србије, Босне и Далмације, а Трогир 25. априла добија потврду својих повластица. У Хрватској и Далмацији је, уз Дабишу, власт обављао бан Вук, његов потчињени, који издаје налоге Сплиту, Трогиру, Клису и Омишу. Године 1391. Дабиши се готово покорио и град Задар, који је 8. септембра 1392. изабрао бана Вука Вукчића и његовог подбана Ивана Мишљеновића за своје грађане и градске већнике. Напуљска странка је изгубила много на угледу када се 1393. године појавила гласина, коју је вероватно ширио краљ Жигмунд, да ће се Ладислав оженити кћерком султана Бајазита, да би уз турску помоћ завладао Угарском. Жигмунд је био обавештен о слабостима Стефана Дабише, па је одлучио да га искористи против хрватских устаника. У ту сврху га је већ после свог упада у Србију 1392. године позвао да преговарају о условима мира, запретивши отвореним ратом ако не пристане. Уплашен турском активношћу на југоистоку и угарском на североистоку, Дабиша је пристао. После дугих припрема, у јулу 1393. године, на посредовање католичког свештенства, двојица краљева у пратњи племства су се састала у Ђакову, где се налазило седиште босанске бискупије.
Резултат преговора био је следећи: Дабиша је признат за законитог владара Босне са деловима Хрватске и Далмације освојеним за време Твртка, док је Дабиша признао Жигмунда за врховног господара Босне. Босанском краљу је било дозвољено да влада до смрти, после чега би круну наследио угарски краљ као прави и законити краљ и врховни господар Босне. У духу Ђаковачког споразума, Дабиша се одрекао даљег помагања Жигмундових противника у Далмацији и Хрватској. Да би учврстио споразум угарски краљ је, мимо свог милог пријатеља краља Дабише, тражио да споразум прихвате и главне босанске војводе, при чему је тражио да се обавежу да, у случају сукоба двојице монарха, неће дизати оружје против угарске круне. Дабишином позиву одазвао се велики део властеле. Чак се и сам Хрвоје Вукчић Хрватинић 23. августа 1393. године покорио краљу Жигмунду и краљици Марији, као будућим владарима.

## Пораз Хорвата и повратак Далмације
У Босни је постојала велика опозиција против Ђаковачког уговора, а водио ју је водио Иваниш Хорват, који се одметнуо од краља и у граду Омишу, гусарском гнезду на ушћу Цетине које му је 1390. године даровао Твртко, створио своје главно упориште. Дабиша је 5. јуна 1394. године из Сутјеске наложио општинама на Брачу, Хвару и Корчули да нападну овај град, који је пао већ крајем месеца. Иваниш се, са братом Павлом, тада склонио у своје последње упориште, утврђени град Добор на реци Босни у Усори, одакле су развијали живу агитацију. Збуњени, градови Трогир и Сплит решили су, да у својим актима више не спомињу име ниједног краља не знајући ко ће остати стварни господар.
Обавештен о приликама, Жигмунд је крајем августа 1394. године прешао преко Саве на челу велике војске, у којој је, између осталих, суделовао и Никола Горјански Млађи, нови бан Хрватске и Далмације. Пред овом војском браћа Хорвати су побегли, а Добор је пао без веће борбе и био је спаљен. Међутим, Хорвати и друге вође побуњеника су му издајом пали у руке, после чега је кренуо у повлачење. У Печују је Иваниш, по Жигмундовој наредби, био свирепо кажњен, другима за пример. Наиме, Иваниш је био везан за репове коњима, који су га вукли по градским улицама, после чега је био рашчеречен. Поједини делови тела бившег бана, по изричитој краљевој жељи, били су прибијени на печујска градска врата. Са другим заробљеницима Жигмунд је дошао у Будим, где је на тргу Св. Ђорђа заседао преки суд. Краљ је редом тражио од заробљених племића да му се поклони и моли за милост, али ниједан није хтео то учинити, па су свих 31 погубљени пред Жигмундовим очима. Једино је Павлу Хорвату, као свештеном лицу, био поштеђен живот. Уместо тога, био је лишен бискупије и затворен, чиме му се губи сваки траг.
Док се Жигмунд још налазио код Добора, Дабиша је изашао пред њега да му честита победу и да се, свакако, извини што сам није могао да уштеди краљу тај напор. У међувремену, Дабишини поседи у Далмацији ширили су се и Ластово је признало његову власт. Жигмунду се сад учинило да је дошло време јасног обрачуна и, не дочекавши најљубазније босанског краља, тражио је од њега ревизију Ђаковачког уговора, којом би се он потпуно одрекао целе Далмације и Хрватске. Под притиском Жигмундове војске, Дабиша је прихватио и то. Одмах потом Никола Горјански је пошао у Далмацију, где је код Книна потукао војску бана Вука и читаву територију Хрватске краљевине и Далмације поново подвео под угарску власт. После овог пораза, Вук Вукчић се морао одрећи банске части. Да би цело ово подручје обезбедио од нових устаничких покрета, Жигмунд је од кнезова Благајских узео градове Крупу и Острожац и довео у њих угарску посаду. Међутим, у то време скоро све далматинске градове и општине захватиле су свакодневне борбе, што се неминовно проширило и на отворене сукобе широких градских слојева са феудалцима, што је био случај Пага и Задра 1394. године, Сплита 1398. године, Шибеника и Дубровника 1404. године. У свим овим сукобима, непрестано су биле умешане и угарске и млетачке снаге, од којих је тражена помоћ, иако је република у почетку одбијала да узме учешћа.

## Тријумф на Ровинама
Свршивши послове у Босни, Жигмунд се вратио турском питању. Бајазит се, пошто је покорио Трновску Бугарску, 1394. године одазвао позиву влашких бољара против њиховог господара Јована Мирче. Иако поражени у бици код Карановасе 10. октобра 1394. године, Турци су успели да протерају Мирчу и да доведу на власт Влада, себи оданог великаша. Видевши да га турска сила систематски опасује, Жигмунд је у марту 1395. године покушао да врати на власт Мирчу. То је довело до велике борбе. Султан Бајазит је, да спречи њихове намере, кренуо лично преко Дунава у Влашку, с великом војском у којој су суделовали његови вазали Стефан Лазаревић, Константин Дејановић и краљ Марко Мрњавчевић.
Уплашен турском акцијом, Мирча је побегао у Ердељ, одакле је позвао Жигмунда у помоћ. Угарски краљ му се одазвао и послао велику војску коју су, између осталих, сачињавале бандерије Јаноша Моровићког и браће Горјански: Јаноша и Николе. У бици на Ровинама 17. маја 1395. године, Мирча, који се ставио на чело те војске, победио је Турке и потиснуо их из Влашке. У бици су погинули турски вазали Константин Дејановић и краљ Марко. После Маркове погибије Турци су одбили да његове поседе доделе његовој браћи Андријашу и Дмитру, после чега су они уз помоћ Дубровчана нашли хлеба у Угарској. Дмитар се у служби краља Жигмунда, као жупан Арадске жупаније и кастелан града Вилагоша, помиње све до 1407. године.
Током Жигмундовог одсуства, на дан битке на Ровинама, краљица Марија је умрла без икаквог потомства. Многи великаши су том приликом изјавили да је Жигмунд смрћу своје жене престао бити краљ њихов, па су одлучили да изаберу себи новог краља. За угарску круну се посебно заинтересовала Маријина млађа сестра Јадвига, чији се супруг Јагело чак почео спремати за поход. Односи две земље поново су се погоршали када је угарски краљ покушао да поврати Молдавију, али је био поражен код Гиндаоанија, почетком године. Међутим, острогонски надбискуп Јанош Канишки је утврдио кланце на Карпатима, на угарско-пољској граници. Убрзо потом стигла је вест победи на Ровинама, која је Жигмунду му је повратила ауторитет у земљи и на одређено време отклонила опасности по престо.
Дана 7. септембра 1395. године краљ Дабиша је умро у Сутјесци и босански великаши, не желећи Жигмунда за краља, подигли су на престо његову удовицу Јелену Грубу. Чувши за смрт босанског краља, Жигмунд је кренуо у Срем са нешто војске, не би ли преузео босански престо. Међутим, заузет питањем Турака, он није силом освојио Босну, налазећи да краљица Јелена, као жена, не повређује његово право. Турци су, помогнути Србима, упадали 1395. и 1396. год. не само у Влашку, него и у тамишку и крашовску жупанију, где су харали и палили. Жигмунду је постало јасно, да мора предузети нешто крупније, да би удаљио непријатеља из непосредне близине угарских граница. Победа му је била потребна, такође, и да би се учврстио на престолу, који му је још увек био несигуран.

## Никопољски крсташки рат
Угарски краљ је знао, да би против велике турске силе, која је на бојиштима оперисала са великим борбеним масама, требало кренути са импозантном хришћанском снагом. Он је, стога, радио на организовању правог крсташког похода против Турака, који би их просто, у снажном залету, протерао из Европе, јер је Бајазит био енергичан и незаустављив. Наводно, кад су угарски изасланици код њега протестовали, што је, без права, уништио Бугарску, он им је, у свом шатору, показао гомиле оружја и одговорио им, да на томе заснива своје право. Године 1396. Жигмунд је прогласио да ће Турке истерати из Европе.
У ту сврху послао је своје изасланике у западну Европу, да позову тамошње витезове да суделују у његовој војсци. Жигмундова замисао о крсташком рату против Турака наишла је на добар пријем. Папа Бонифације IX из Рима, као и антипапа Бенедикт XIII из Авињона, подржали су његову намеру. Нарочито добар пријем, овај позив на крсташки рат, имао је у Француској, одакле се Жигмундовој војсци придружило 10.000 људи, међу којим је било 1.000 витезова и најмоћнији великаши краљевине, између осталих и рођаци француског краља, Филип де Артоа и син бургундског војводе Филипа Смелог, Жан де Невер, са око 6.000 ратника. У августу 1396. у Будиму се скупила велика крсташка војска, коју је, осим Француза, сачињавало и 6.000 Немаца и 15.000 војника из Шпаније, Италије, Енглеске, Пољске, Бохемије. Сам Жигмунд је скупио 30.000 бандеријаца, 16.000 ердељских пешака и 20.000 најамника. Угарску војску, поред самог краља, водила су браћа Горјански, Јанош Моровићки, Херман Цељски и Стефан Лацкфи. Када се крсташкој војсци придружио и војвода Мирча са 10.000 Влаха, бројила је 100.000 људи, већином коњаника. На страни крсташа су били и Ђеновљани са Лезбоса и Хиоса, као и витезови са Родоса. Млечани су послали малу флоту, а византијски цар Манојло II Палеолог, блокадом је спречен да помогне овој великој хришћанској војсци. Тако велику војну силу Европа није видела још од крсташки ратова. Понесени одушевљењем и својим самопоуздањем, а без довољног искуства у борби с Турцима, ови ратници су говорили да неће гонити Турке само до Босфора, него чак до Јерусалима. Поједине Жигмундове војсковође су се хвалиле:
Чак и ако се сруши небо, зауставићемо их нашим копљима.
Крсташи су Дунавом пошли у Бугарску. Једна савремена немачка песма Петра из Геца говори, да су их Срби нападали када су пролазили преко њихове земље, очевидно, према наредби, а и због њихове недисциплинованости и пљачке. У Видину се крсташима предао Јован Страцимир, цар Видинске Бугарске, а даље у Бугарској им се придружила влашка војска. Бајазит им је лично, праћен од својих вазала, међу којима се налазио и Стефан Лазаревић са 5.000 људи, пошао у сусрет. Две војске судариле су се 25. септембра 1396. године код Никопоља, где су хришћанске снаге, због недисциплине и недовољне координације између угарских и француских трупа, претрпеле судбоносно тежак пораз. Анонимна аустријска хроника из XV века и учесник битке Ханс Шилтбергер казују, да је у тренутку кад је Бајазит већ помишљао на повлачење, Стефан Лазаревић кренуо у јуриш, управо тамо где се налазила Жигмундова застава. Угари, растројени овим нападом, видевши пад краљевског барјака дали су се у бег, заједно са Власима. Пораз крсташа је био потпун и Шилтбергер о њему доноси језиве сцене. Сам краљ Жигмунд, уз помоћ Хермана Цељског и Ханса Нирнбершког, спасао се на једној лађи и отпловио низ Дунав, где га је прихватила млетачка флота. У страховитој бици пало је 20.000 хришћана, а далеко већи број се удавио у бегу преко Дунава. Султан Бајазит изгубио је преко 30.000 људи, али је зато заробио велики број хришћана.
После пораза код Никопоља, положај балканских земаља постао је још неизвеснији и безизгледнији. Користећи се победом Бајазит је срушио Видинску Бугарску, а њеног цара заробио. Потом је гонећи слабе остатке бродоломника прешао у Угарску, док је његова коњица из Србије упала преко Саве, опљачкавши и спаливши Земун и Сремску Митровицу. Како није било локалног отпора, турска коњица је наставила између Саве и Драве, све до Штајерске, где су спалили Птуј, а онда се повукли с великим пленом. Овај угарски пораз повукао је за собом и пад Вука Бранковића, који је, по свој прилици, био ушао у неке везе с Жигмундом. Вест о хришћанском поразу брзо се ширила Европом и изазвала је велики страх.

## Политичка нестабилност

### Повратак краља и Крижевачки сабор
У свом путу кући Жигмунд је ишао заобилазним путем Црним, Мраморним, Егејским, Средоземним и Јадранским морем, посетивши успут Цариград, Родос и Зету. Преко Влашке није смео ићи, јер је и оно мало крсташа, што се спасло на леву обалу Дунава, било опљачкано и мучено. После овог пораза Жигмундови непријатељи су опет дигли главу, поготову пошто су мислили да је погинуо, пошто су се вратили угарски великаши који су учествовали у бици. Временом је превладало уверење да је краљ мртав, чему се обрадовало хрватско племство. Стефан Лацкфи, господар Међимурја, прогласио Ладислава Напуљског за угарског краља, пошто је пре тога развио велику агитацију, придобивши за Анжујску династију велики део хрватског племства, предвођеног Стефаном од Шимонторње и Стефаном Продавићем, унуком бана Микца Михаљевића. Лацкфи је потом позвао и самог краља Ладислава да лично дође. Међутим, напуљски краљ, услед сукоба у својој земљи, није могао доћи, али је прихватио позив, именујући Стефана Лацкфија и Стефана од Шимонторње својим намесницима у Угарској. Стефан Лацкфи је одмах приступио новој дужности, пославши изасланике султану Бајазиту са циљем да са њим уговори мир и једну од његових кћери испроси Ладиславу за жену. Ово последње ишло је више у корист краљу Жигмунду, који се пред ужаснутом Европом и својом Угарском више јављао као бранилац хришћанства него следбеник својих личних циљева. Упад Турака у Срем и њихове пљачке после Никопоља ишли су у прилог краљевом антитурском држању и придобијали му присталице чак и код ранијих непријатеља.
Тек 21. децембра 1396. године Жигмунд је стигао у Дубровник, у пратњи бана Николе Горјанског, надбискупа Јаноша Канишког и грофа Хермана Цељског. Одатле је разаслао гласнике у Ђаково, Будим, Рудник и Ново Брдо, да добије вести о општем положају, које нису биле нимало повољне за њега. Дубровчани, иначе верни Жигмундови поданици, срдачно су га примили и чак му дали 2.000 дуката за пут. Угарски краљ је из Дубровника отишао у Сплит, па у Книн, где се задржао нешто дуже, да уреди неке државне послове. У Задру је истраживао кривицу својих противника.
Да би онемогућио деловање Стефана Лацкфија, Жигмунд се преко Топуска упутио у Крижевце у Хрватској, где је сазвао државни сабор. На сабор је била позвана и опозиција, а Лацкфи је добио писмено јемство (лат. salvum conductum) од краља, да му се ништа неће догодити. Поверовавши у његове речи, Лацкфи је заиста дошао на сабор 27. фебруара 1397. године без пратње. Ускоро је међу присутнима дошло до сукоба, који је прерастао у праву битку у којој су животе изгубили Лацкфи и неколико његових сабораца. Остале присталице краља Ладислава су побегле до својих чета које су се налазиле у близини и почеле су спремати јуриш на град. Међутим, Жигмундове присталице, предвођене Херманом Цељским, бациле су Лацкфијев леш са највише куле у градски шанац, док су тела других побијених побуњеника бачена на улицу. Када је побуњеничка војска видела да је човек, коме су кренули у спас, мртав, повукла се.
Упркос проливеној крви, заседање сабора је настављено, са циљем да донесе закључке који би умирили хрватско племство. Били су успостављени занемарени судови и изабрани краљеви повереници: славонски бан Детрик Бубек за Славонију, а загребачки бискуп Јанош Спишки и крбавски кнез Бутко за Хрватску и Далмацију. При Жигмундовом повратку у Угарску, Стефан Продавић му је поставио заседу у Подравини, али га је угарски краљ надвладао. Продавић се потом повукао у свој град Сушицу, гђе га је опсела краљевска војска, натеравши га, на крају, да побегне у Босну.
Жигмунд је 10. јула 1397. године сазвао сабор у Спишком Старом Весу на који је позвао пољски краљевски пар, Владислава Јагела и Јадвигу, што је имало за циљ стварање антитурског савеза. Сабор је трајао пет дана, а 13. јула између Пољске и Угарске је закључен мировни споразум на 16 година. Овим потезом угарски краљ је у многоме олакшао свој положај, између осталог, добио је слободне руке на северу и североистоку, али је његова власт још увек остала нестабилна.

### Непоштовање Ђаковачког уговора
Жигмундов пораз осетио се и у Босни. Пошто је племство одлучило да одбаци Ђаковачки уговор, краљица Јелена губи подршку и долази до феудалне анархије. Током 1398. године за новог босанског краља је изабран Стефан Остоја, Твртков незаконити син. Заузет другим питањима, угарски краљ није могао да на време реагује, да би спречио овакав развој догађаја.
Године 1397. Жигмунд је за бана Славоније, Хрватске и Далмације поставио Николу Горјанског, себи најоданијег великаша. Као бан, Горјански је вршио већу власт него ико од његових претходника, имајући под својом влашћу читаво хрватско краљевство од Дунава до Цреза и од Драве до Дубровника. Донекле средивши прилике у Угарској краљ Жигмунд је покушао да обнови свој углед у суседним земљама, обративши посебну пажњу и на балканска питања. У Босни је за главног свог противника сматрао Хрвоја, господара Доњих Крајева. Он га је, као старог пријатеља и најоданијег присталицу напуљске куће, од 1391. године генералног викара напуљског двора у Хрватској, видео као иницијатора Остојиног избора и, у једном писму Трогиранима, оптуживао га и да је турски савезник.
Угарски краљ је убрзо почео са припремама за поход против Хрвоја, при чему је, у недостатку новца, морао заложити град Озаљ са читавим котаром Николи Франкопану за 17.000 дуката. Почетком марта 1398. краљ је кренуо у Славонију, да се нађе на граници, ако би Турци покушали да је пређу, и да, истовремено, утиче на прилике у Босни, спремајући војску против исте. Међутим, све до лета није предузео ништа озбиљније да спречи пад краљице Јелене и Остојину, а у ствари Хрвојеву победу. 16. марта угарски краљ се налазио у Ђакову, од 9. априла до 16. маја у Илоку, 29. маја у Горјану, а од 2. до 9. јуна у Пожеги.
Тек у јулу, прикупивши више војске, Жигмунд је кренуо долином Врбаса до Хрвојеве области. Међутим, код врбашког града наишао је на јак отпор, па је, видевши да операције неће ићи довољно брзо, напустио борбу и већ у августу почео повлачење. Преко Греде, Мославине и Чазме, поражени краљ се вратио у Угарску. Хрвоје је, као победник, пошао за њим, успевши да освоји целу дубичку жупанију која је припадала вранском приору Имреу Бубеку. Бојећи се, да Угари не предузму какав нови поход, сам краљ Остоја се у зиму 1398/9. године, са цветом своје властеле, налазио на северној граници, у области Усоре.

### Жигмунд у заробљеништву
Жигмунд није имао времена да среди стање у земљи. Године 1399. он се, с војском, налазио у Бохемији, да одржи на власти свог полубрата Вацлава и спаси углед династије Луксембург. Тамо је био и 1400. године, када је исти изгубио немачки престо. За време Жигмундове одсутности Угарском у ужем смислу је владао палатин Детрик Бубек, а Хрватском, Далмацијом и Славонијом Никола Горјански. Током тог периода се против Жигмунда почела ковати велика завера. Наиме, племство је било изазвано бројним Жигмундовим поступцима, међу којима је било додељивање феуда странцима, посебно Немцима, Пољацима и Чесима. Тако је нпр. 14. августа 1397. године грофу Херману Цељском даровао град Вараждин, а већ 17. августа и Виницу и Велики Табор. Још на сабору у Темишвару 29. септембра 1397. године, Жигмунд је свечано обећао да странцима неће делити краљевска имања, ни световна ни духовна достојанства. Међутим, погазио је своје обећање када је Цељском 27. јануара 1399. године дао читаву загорску жупанију, са тврђавама: Крапина, Лобор, Оштрц, Белец, Тракошћан, Лепоглава, Костел и Цесарград. Уз то, Жигмунд је стекао много непријатеља својим расипништвом и раскалашним животом, после смрти краљице Марије.
На чело завереника ступили су острогонски надбискуп Јанош Канишки и палатин Детрик Бубек. Кад се Жигмунд вратио у Будим, 28. априла 1401. године завереници су упали у краљевски двор, заробили га и утамничили у Вишеграду. Неки завереници су хтели да погубе угарског краља, али их је од тога одвратио бан Никола Горјански, који га је одвео у Шиклош, где је надаље био затворен. У том периоду велики број странаца је био протеран из земље.
Завереници се нису могли сложити око избора новог краља, али је највеће изгледе за успех имао Ладислав Напуљски, подржаван од папе Бонифација IX. По папиној жељи уз напуљског краља су пристали многи угарски бискупи, а у далматинским градовима је Хрвоје почео радити у корист његове странке. Међутим, против Ладислављевог избора су одлучно устали Никола Горјански и Херман Цељски, бојећи се да ће им нови краљ одузети велика имања, које су стекли као одане присталице краља Жигмунда. Подржали су их и загребачки бискуп Еберхард и мачвански бан Јанош Моровићки, као и породице: Курјаковићи, Зрински, Благајски и Бериславићи. У августу 1401. године, Горјански је успео новцем и обећањима да убеди заверенике да Жигмунду врате власт. Да би спасао краља, Никола је чак дао за таоце брата Јаноша и свог прворођеног сина. Одмах по ослобођењу, 29. октобра 1401. године, угарски краљ је сазвао сабор у Папу код Столног Београда, где је опростио завереницима. Краљ је показао захвалност својим ослободиоцима. Горјанском је обећао годишњу награду од 1.000 дуката и верио се деветогодишњом Барбаром Цељском, млађом кћерком Хермана Цељског. У пролеће 1402. године Никола Горјански је именован угарским палатином уместо Детрика Бубека. Међутим, ову последњу одлуку Жигмунд је донео из Бохемије. Због изузетно нестабилне ситуације, угарски краљ је, још у јесен морао да тражи уточиште код свог полубрата Вацлава IV. Угарски краљ је у Бохемији остао све до 1403. године, дошавши само на сабор у Пожуну 21. септембра 1402. године.

### Напуљска агитација
У јулу 1401. године Хрвоје је обећао заштиту граду Задру, ако Задрани подигну заставу прејаснога краља Ладислава. Затим је позвао и остале далматинске градове да признају врховну власт Ладислава Напуљског. 21. новембра 1401. године Трогирани су изјавили да ће се одазвати позиву, ако исто учине и Задар и Шибеник. Недуго затим, Задрани су изјавили да су спремни да признају краља Ладислава, ако им се припоји острво Паг и врати приход градске тридесетнице, коју им је Жигмунд отео. Међутим, Сплит се сукобио са Хрвојем, заузевши град Омиш. Као одговор на то, Хрвојев шурак Иваниш Нелипчић, цетински кнез, освојио је Клис, угрозивши Трогир и Сплит, који се чак понудио Млетачкој републици. Хрвоје и Нелипчић су, напокон, 13. маја 1402. године принудили Трогир и Шибеник да признају Ладислављеву власт. Тог дана по 3 изасланика града Трогира и Шибеника дошла у Сињ да се споразумеју с Хрвојем и Нелипчићем. Трогиру су том приликом биле признате старе повластице, док су Шибеник, чак, добио и територијално проширење. Други градови су се још увек колебали. У међувремену, присталице краља Ладислава су ушле у затегнуте односе са Дубровником, пошто није хтео да им своју флоту стави на располагање против Сплита. Хрвојеву заузетост на приморју искористио је хрватски бан Имре Бубек да, током 1402. године, поврати власт над дубичком жупанијом.
Како није имао деце, Жигмунд је 16. августа 1402. године, у случају да не добије мушког потомка, свог нећака Албрехта IV Хабзбуршког именовао за наследника. 21. септембра краљ је на сабору у Пожуну принудио племиће, између осталих: крбавске кнезове Ивана и Карла, вранског приора Имреа Бубека, палатина Николу Горјанског и његовог брата Јаноша, загребачког бискупа Еберхарда Албена, сплитског надбискупа Андрију, мачванског бана Јаноша Моровићког, Николу Тота од Суседграда, Андрију Херцога од Ораховице и Филипа од Корођа, да признају његов избор наследника. Два дана касније, Жигмунд је прогласио војводу Албрехта за свог намесника у Угарској. Међутим, одмах по завршетку сабора појавило се велико незадовољство и велики број племића приклонио се Ладиславу Напуљском.
У међувремену, средином 1402. године напуљска флота од 6 лађа, под заповедништвом адмирала Лодовика Алдемариска, од 17. јуна Ладислављевог намесника за Угарску, Хрватску, Далмацију и Славонију, стигла је у Далмацију. Дана 27. августа Задар је пристао уз краља Ладислава и већ сутрадан је свечано примио напуљску флоту и Хрвојеву копнену војску. 6. септембра Алдемариско је, са 300 Напуљаца, 400 Задрана и 500 Хрвојевих коњаника, опсео град Врану, која се предала 12. октобра. 20. октобра, град Љубач код Нина је пао после једнодневне опсаде, после чега се напуљски адмирал 25. октобра упутио ка Сплиту. Пошто је град без отпора признао краља Ладислава, Алдемариско му је 6. јануара 1403. потврдио привилегије. После овога, од свих далматинских градова, једино су Скрадин и Дубровник остали верни Жигмунду. Угарског краља издао је и богати кнез Никола Франкопан, син ослободиоца краљице Марије, кога је краљ Ладислав наградио 26. јануара 1403. године, давши му град Окић с огромним имањем.
По жељи папе Бонифација IX, уз Ладислава је пристао највећи део угарског свештенства на челу са надбискупом Канишким. У јануару 1403. године, на сабору племства и свештенства у Великом Варадину, Ладислав је изабран за краља. У Славонији се, на саборима у Слатини и Пожеги, за Ладислава углавном изјаснило ниже племство, предвођено Николом Хорватом, сином Иваниша Хорвата. Међутим, овде је постојала јака странка Жигмундових присталица предвођених кнезовима Благајским, пожешком властелом Бериславићима, браћом Горјански, Јаношем Моровићким и Павлом Зринским. Стога је у Славонији у пролеће 1403. године дошло до правог грађанског рата, у коме је Јанош Моровићки тешко рањен, а имања Горјанских страховито опљачкана. Жигмундова војска предвођена новим баном Павлом Бешењијем, упућена у Хрватску да сузбије покрет краља Ладислава, тешко је поражена у бици код Бихаћа од стране вранског приора Имреа Бубека, који се, такође, био одметнуо од краља Жигмунда. Бан је био заробљен и одведен у Задар, где га је Бубек предао Алдемариску. Цело славонско и хрватско подручје од Драве до Јадранског мора после те победе признало је Ладислава за свог краља.

### Долазак и повлачење Ладислава Напуљског
Почетком 1403. године Ладислава су присталице позвале да дође у Хрватску. Напуљски краљ им се одазвао средином године. 9. јула у Задар је допловило 12 великих напуљских бродова са витезовима, најамницима, коњима и житом. Хрвоје и Нелипчић сутрадан су стигли у град са много босанске властеле. 19. јула у Задар је пристигао и сам краљ Ладислав са великом свитом барона. Ладислав је био срдачно примљен у граду, а већ 21. јула у Задар су дошли острогнски и калочки надбискуп, као и загребачки, ђерски, њитрански и веспремски бискуп, бивши палатин Детрик Бубек и остали многи други угарски племићи, са којима се краљ састао. Напуљски краљ се бојао да оде у Столни Београд, па је 30. јула, после осмодневног већања, посредством папиног легата Анђела Ачајола, одлучено да ће се крунисати у Задру.
Дана 5. августа 1403. године у краљ Ладислав је крунисан у Задарској катедрали од стране острогонског надбискупа Јаноша Канишког. О свом крунисању Ладислав је још истог дана писао млетачком дужду Микелу Стену:
Уз највеће одобравање свих и уз најсилније одушевљење примисмо на главу свету круну, у десницу жезло, а у леву шар.
Жигмунд је радо истицао да Ладислав није крунисан круном Св. Стефана. Ова се круна се чувала у Вишеграду, где ју је Жигмунд крајем августа 1403. године показивао великашима и народу, да докаже незаконитост Ладислављевог крунисања.
Ладислав је очекивао да ће се његове присталице саме изборити са Жигмундом и осигурати му престо. Међутим, Никола Горјански и Стрибор Стриборић, ердељски војвода, брзо су потиснули његове присталице из саме Угарске, а 8. октобра Жигмунд је прогласио општу амнестију за све устанике који му се покоре до одређеног рока. Амнестију су прихватили многи племићи, између осталих Детрик Бубек и браћа Канишки. Мањи одзив је нашао у Славонији, где је 4. и 6. новембра одузео поседе од Ладислављевих и поделио их својим присталицама. Том приликом нови бан Ладислав Грђевачки добио је на управу градове Воћин и Ораховицу.
Напуљски краљ је једва 3 месеца вршио своју власт у Хрватској. Дана 6. августа потврдио је повластице граду Сплиту, 14. августа острву Брачу 16. августа граду Шибенику, а 31. августа граду Трогиру. Краљ Остоја почео је, у савезу са напуљском флотом, нападати Дубровник, јер је република упорно одбијала да призна краља Ладислава. Међутим, чувши за издају својих присталица у самој Угарској и Жигмундове припреме за поход у Далмацију, уплашени напуљски краљ се почео спремати за одлазак у домовину. У новембру, после кратке посете Трогиру, он је напустио Задар и вратио се у своју краљевину. Пре одласка, око 20. октобра 1403. године, Ладислав је поставио Хрвоја за свог главног намесника у Угарској, Хрватској, Далмацији и Босни. Као награду за своју верност, напуљски краљ га је именовао и херцегом сплитским, давши му град Сплит и острва: Брач, Хвар и Корчулу. Већ 4. новембра, Хрвоје се јавља под титулом: херцег Сплита, поткраљ (лат. vicerex) Далмације и Хрватске, највећи војвода босански и кнез Доњих Крајева.

### Баронске лиге
Жигмунд је био скоро немоћан у односу на прилике у Угарској. Од послушних велможа, Карла Роберта су, после две-три генерације постали необуздани насилници, који су својом незајажљивом отимачином приграбили око 40% свих поседа, при чему су краљевски поседи са 20% пали на свега 5%.
На прекретници XIV и XV века баронске породице су, ради остваривања сопствених политичких циљева, формирале пригодне савезе, такозване лиге. Ове лиге су водиле беспоштедну међусобну борбу, у којима је моћна породица Лацкфи била готово истребљена, али су биле сложне у томе да краљевску власт треба што више ослабити.
Жигмунд се, пошто је провео неколико месеци у Шиклошу заточен од магната, помирио са постојећим стањем, после чега је краљ био само први међу једнакима и сву власт је у основи делио са баронима.

## Србија постаје угарски вазал
Изузетна храброст српског кнеза Стефана Лазаревића показана у бици код Никопоља, била је више него јасан знак Жигмунду да треба мењати однос према Србији, за коју се испоставило да једина може послужити као штит за саму Угарску, чије границе више не би више биле излагане непосредним турским нападима. Први контакти између две земље у циљу побољшавања односа остварени су 1398. године, када је по савету неких Стефан пристао да буде друг са Угарима, због чега је имао великих проблема са својим сизереном султаном Бајазитом. После битке код Ангоре 1402. године, пошто више није било опасности од Бајазита, деспот Стефан је одлучио да прекине своје дотадашње обавезе према Турцима и поново успостави односе са Жигмундом, који је због свог тешког положаја тражио савезника. Преговори, које је водио Жигмундов поверљиви човек, Фирентанац Филипо Сколари, чији допринос краљ нарочито истиче у једној повељи из 1407. године, били су и више него успешни. Током 1402. и 1403. године успостављају се готово срдачни односи између два владара, претворивши се у лично пријатељство.
Крајем 1403. или почетком 1404. године Стефан је учинио завет са Угарима, поставши угарски вазал. Том приликом од Жигмунда је добио као лични посед Београд са целом Мачвом, чије су границе допирале до иза Ваљева и Сокола. Као свом верном, Жигмунд је Стефану доделио богате поседе и у самој Угарској, нпр. град Сату Маре. Деспот је имао тако много поседа у торонталској жупанији, да је за њих поставио нарочитог поджупана. Добивши поседе у Угарској, деспот је обавезан да сваке године долази у Будим на државни сабор. Престоница Србије била је премештена у Београд, који је деспот почео да утврђује и развија, правећи од њега и војничко утврђење и трговачко средиште.
О Стефановом приласку Угарској краљ Жигмунд је у пролеће 1403. године писао бургундском војводи Филипу Смелом:
Светли господин Стефан, деспот Рашке, предајући се нашој власти и влади, и прешавши к нама пошао је толиком снагом против Турака и других непријатеља наших и Христовог имена, да је већ више пута прихвативши и ушавши у рат са њима, задобио победу коју Бог даје својим вернима, и у последњем ратном походу близу 10.000 их је поразивши сатро и уништио.
Године 1406. или 1408. Стефан је послао изасланство Млечанима са обавештењем да он више није турски вазал и да је спреман да се бори против Османлија. Затим су уследила његова жива агитација у циљу организовања новог рата против међусобно сукобљених Турака. Међутим, Жигмунд, који је требало да узме највише учешћа у том сукобу, био је сувише заузет проблемима у самој Угарској, а западни владари нису били заинтересовани.
Иако није дошло до веће антитурске акције, савез Жигмунда и Стефана изменио је однос снага у југоисточној Европи. Угарска је осигурала важног савезника у својој балканској политици, привремено одбацивши своје освајачке тежње због опасности од Турака. На тај начин, Жигмундов антитурски програм однео је значајну победу, а Стефан је снажно закорачио на сцену европске политике.
Односи између Србије и Угарске, додатно су учвршћени у преговорима два владара крајем јула 1411. године, после чега је деспот добио низ нових поседа од краља Жигмунда.

## Анархија у Хрватској и Далмацији

### Стефан Остоја у савезу са Угарском
Ладислављев одлазак, нарасла моћ Хрвоја Вукчића и признавање врховне власти угарског двора од стране српског деспота, утицали су на краља Остоју да покуша да се измири са Жигмундом. Посредством мачванског бана Јаноша Моровићког, већ у новембру 1403. године, Босна је поново признала угарску врховну власт. Међутим, Дубровчани, огорчени због Остојиних пређашњих поступака, употребили су сва средства да што више ослабе Остојин положај. Чак су и поручивали Жигмунду да, ако хоће да потпуно загосподари у Босни треба да се споразуме, у првом реду, са Хрвојем, потом да међусобно завади босанску властелу и да раздели краљевство племићима по својој вољи. Ускоро се у Босни јавила озбиљна опозиција предвођена Хрвојем, која је срушила Остоју с власти крајем маја 1404. године.
После свргавања Остоја је отишао у Будим, да моли Жигмунда за помоћ, приказујући се жртвом оданости према њему. Угарски краљ му је веровао, јер је, према његовим обећањима, још 16. априла, писао бургундском војводи Филипу, да ће се и Остоја придружити угарској војсци против Ладислава и Хрвоја. Жигмунд се, упркос убеђивању Дубровчана, још у мају почео спремати за поход у Босну. Међутим, није пошао лично. По његовој наредби, у Босну је, током лета 1404. године, упао бан Јанош Моровићки са шест барјака и великом војском. Том приликом освојио је град Бобовац, у коме се чувала краљевска круна, и довео у њега угарски гарнизон, поново успоставивши власт краља Остоје. Остоја је сада имао само титулу пошто су стварну власт у земљи вршили великаши предвођени Хрвојем, од чије је милости зависио и нови босански краљ Твртко II. Жигмунд је био веома љут на Босанце и у даровној повељи Моровићком називао их је перфидним.

### Походи на Босну и учвршћивање на престолу
Незадовољан ситуацијом у Босни, Жигмунд је одлучио да једном врло енергичном акцијом измени постојеће стање у тој области. У септембру 1405. године, лично је пошао у рат не челу велике војске, у којој су суделовали Херман Цељски и палатин Никола Горјански. Експедиција се кретала долином Уне, успевши да на јуриш заузме Бихаћ, у коме се налазио велики гарнизон краља Ладисалва. Цео поход је изазвао велики страх међу присталицама напуљског двора, међутим, Жигмунд се убрзо повукао, да би се 15. новембра 1405. године у Крапини оженио Барбаром Цељском. Отпор против угарске власти у Босанској крајини био је врло јак, па су, убрзо по Жигмундовом повлачењу, Босанци успели да поврате Бихаћ. Док је Жигмунд оперисао у долини Уне, Моровићки је похарао целу Усору и заузео Сребреник, поставивши угарски гарнизон у њему.
Сутрадан по венчању, Жигмунд је објавио поданицима, да је ступио у брак из желећи срећу својој држави. Свечано крунисање краљице Барбаре круном Св. Стефана било је обављено 8. децембра 1405. године у Столном Београду. Овим браком Жигмунд се ородио са најмоћнијим племићким породицама Угарске. Наиме, Барбарина старија сестра Ана била је удата за Николу Горјанског, а њен брат Фридрих ожењен Јелисаветом, сестричном Николе Франкопана; Франкопан имао је, пак, био ожењен Доротејом, сестром Николе Горјанског. Такође, Никола Горјански је био у сродству са Благајским кнезовима, а Франкопан са крбавским Курјаковићима и са Зринским Шубићима. Све ове породице од сада су подржавале Жигмунда, који их је, заузврат, великодушно награђивао. Посебно је био награђиван Херман Цељски, који је већ 25. маја 1405. године добио цело Међимурје са градом Чаковцем. У пролеће 1406. године цељски гроф је именован баном Далмације, Хрватске и Славоније, завладавши целом облашћу између Велебита и Драве. Први пут се под том титулом помиње у повељи из 15. априла 1406. године.
Да подстакне своје присталице на даљу борбу, Ладислав Напуљски им је обећавао и даривао велика подручја, која би била њихова само на папиру. Доследност и истрајност херцега Хрвоја, који се понекад назива и највишим војводом краљевина Рашке и Босне (лат. regnorum Racie et Bosne supremus vayvoda), напуљски краљ је 1406. године наградио врличком облашћу, Прозором и Зрином, који је припадао Жигмундовом присталици Павлу Шубићу. Хумском господару Сандаљу Хранићу су исто тако даровани градови Дрежник, Слуњ и Цетин, који су припадали Франкопанима. Међутим, како се њихова права на те области нису могла остварити без већег војног пораза Жигмундове стране, оваква даривања су југозападу Угарске изазвала нове сукобе. Самој краљевини Босни Ладислав је, по жељи једне депутације у име краља и племства, 26. августа 1406. године одобрио, ближе неодређене, али у традицији велике границе, из времена полумитског Кулина бана, које су се само могле постићи на угарску штету.
Да појача утицај краља Остоје, Жигмунд је, иако се 1406. године налазио у сукобу са Аустријом, послао у Босну један одред војске предвођен темишварским војводом Филипом Сколаријем. Ова војска је пустошећи продрла све до Бобовца, где се остала да чува Остојину власт.

### Крсташки рат против Босне
У међувремену, на папску столицу у Риму сео је папа Гргур XII, противник Ладислава Напуљског, који 9. новембра 1407. године даје Жигмунду благослов за нови крсташки рат против босанских богумила. Већ у априлу 1408. године угарски краљ је дошао у Ђаково да лично надгледа припреме за велику офанзиву, а у мају је прешао Саву. Међутим, главне борбе су вођене тек у августу, када је скупио војску од 60.000 људи, у којој се поред Угара, налазило и доста Пољака. У бици код Добора у септембру, босанска војска је до ногу потучена, а угарском краљу је издајом пао у руке и сам краљ Твртко са 126 великаша. Жигмунд према заробљеницима није имао милости. Свим великашима биле су одрубљене главе, а лешеви побацани у реку Босну, док је краљ Твртко као заробљеник одведен у Будим. Многи градови и тврђаве били су порушени. Овом победом Босна је покорена угарској круни и Остоја је враћен на власт, на којој га је одржавао угарски гарнизон. Дубровник је честитао краљу на успеху већ 24. октобра, што значи да је поход био завршен за свега месец дана. Међутим, главне босанске војводе, за Угаре најопасније, Хрвоје, Сандаљ и кнез Павле Раденовић, остале су неповређене.
Жигмундова победа снажно је поколебала присталице Ладислава Напуљског у Далмацији. Уплашен за свој положај, Иваниш Нелипчић, цетински и клиски кнез, први је отишао у Будим и поклонио се Жигмунду као свом краљу, за шта је био награђен 13. новембра 1408. године потврдом поседа. Крајем године и сам Хрвоје се покорио угарском двору, а за њим и остала босанска властела. Жигмунд их је срдачно примио и потврдио им све старе поседе и титуле осим оних, које су биле дате на штету његових присталица Шубића и Франкопана. Хрвоје је 6. јануара 1409. године био уврштен у ред Змаја, а угарски краљ га је чак узео за крштеног кума своје тек рођене кћери Елизабете. Међутим, убрзо је у Босни дошло до правог грађанског рата, у који су се умешали и Турци, уништивши тековине угарске победе.
Убрзо после акције у Босни, Жигмунд се умешао у грађански рат у Османском царству и грађански рат у Србији између деспота Стефана и његовог брата Вука. Крајем јануара 1409. године, деспоту је у помоћ притекли угарски одреди предвођени Филипом Сколаријем, а почетком маја и Јанош Моровићки са већом војском. Жигмунд је преко Филипа де Ђорђија позвао и Млечане у савез против Турака и Вука, што они нису прихватили већ су чак обавестили султана Сулејмана о овој Жигмундовој намери.

### Витешки ред Змаја
Као успомену на победу у Босни, Жигмунд и његова супруга Барбара 12. децембра 1408. године основали су витешки ред Змаја, по угледу на Ред Светог Ђорђа, који је успоставио угарски краљ Карло Роберт 1326. године. Свети Ђорђе био је заштитник, а убиство змаја симбол овог новог витешког реда чији је првобитни задатак био да штити породицу угарског краља Жигмунда, док се у оснивачкој повељи као основни задатак реда наводи одбрана крста од неверника и јеретика.
Свечану повељу реда, за коју се верује да се назива O Quam Misericors est Deus, Pius at Justus, издао је канцелар Жигмундовог двора, бискуп Еберхард Виндек, у Нађвараду На повељу је потпис ставио 21 витез, а на првом месту је био Стефан Лазаревић. Касније су чланови овог витешког реда постали виђенији европски владари овог доба, између осталих и пољски краљ Владислав Јагело.
Свечана одећа чланова реда била је црвене боје, а на свиленој пелерини, огртачу, налазио се златни ланац о коме је висио змај украшен разнобојним каменчићима, за које се веровало да могу да преваре нечастивог и јеретике. Чланови реда били су обавезни и да помажу слабе и немоћне, удовице и сирочад. Змајоносци су имали и низ других обавеза, као што је ношење црне одеће петком. Ако би који члан случајно пропустио да петком обуче црно одело, морао је да плати да се одслуже четири мисе у славу пет Христових рана.

### Продаја Далмације
Крсташи су извојевали одлучну победу и у Далмацији, где су посели острво Раб. Видевши неуспех своје политике, краљ Ладислав је одустао од своје балканске политике, одлучивши да прода своја права на Далмацију. Са Жигмундом се није могао погађати, нарочито не сад после одлучујуће победе његове стране; стога се обратио Млетачкој републици, такође заинтересованој за далматинску обалу. Преговори између Ладислава и Млечана почели су још 18. јула 1408. године, у тренутку кад је Жигмунд скупљао крсташку војску. Да би истерао што већу цену, напуљски краљ је почео живљу акцију са својом флотом, понудивши почетком децембра цену од 300.000 дуката. Међутим, Млечани су 12. децембра одбили понуду, наводећи да је свота превисока за опустошену Далмацију, која, као таква, готово да нема никаквих прихода. У међувремену, опсег Ладисалвљеве државе на источној страни Јадранског мора, озбиљно се умањио. Херцег Хрвоје из ње је издвојио своју велику државу са градовима: Сплитом и Омишем, острвима: Брачем, Хваром и Корчулом, као и читавом Крајином између ушћа Цетине и Неретве, док је Нелипчић издвојио цетинску жупу и град Клис. Ладислав је зато 30. јануара 1409. године, снизио цену на 200.000, а 4. фебруара на 150.000 дуката. Када се Жигмунду 7. фебруара 1409. године покорио град Трогир, затим и Шибеник, Ладиславу је остао једино Задар с Новиградом, Враном и острвом Пагом.
После дужих преговора 9. јула 1409. године Далмација је продата Млечанима за 100.000 дуката. Оваквим поступком Ладислав је потпуним неуспехом ликвидирао своју балканску политику, издавши своје верне пријатеље и сараднике. 24. августа 1409. године Млетачка република је Ладислављевим изасланицима дала писмену потврду, да је у потпуном реду примила Задар, Врану, Новиград и острво Паг. Задрани су се побунили када су чули да их је њихов краљ продао, али су их Млечани смирили, примивши их за своје грађане, 5. септембра 1409. године.
Чином продаје Далмације краља Ладислава, завршава се период сукоба и немира у овој приморској области и њена бивша власница, Млетачка република, од сада ће се за исту борити са Угарском. Намере краља Жигмунда такође су се косиле са млетачким ширењем, јер је угарски краљ намеравао да оснажи положај свог савезника Дубровника.

## Млетачка експанзија у Далмацији и савез против Пољске
Дана 16. септембра 1409. године окриљу Млетачке републике приступили су градови Нин и Раб, чији су становници, такође, постали млетачки грађани. Недуго потом, у млетачке руке су пали Црес и Осор, којима република већ 13. децембра 1409. године поставља кнезове. На овај начин Млетачка република је загосподарила читавом северном Далмацијом, изузев Крка. Ови успеси су у Венецији пробудили наду, да поврати читаву Далмацију. Република је 23. септембра 1409. расписала годишње награде за Шибеничане, који би млетачком провидуру предати градску тврђаву. Пошто није била одзива, 25. октобра 1409. године провидуру Пјетру Лоредану наложено је, да са флотом пође под Шибеник и позове га на предају. Међутим, пошто је био одбијен, опсео је град. Кнез Шибеника, Иваниш Нелипчић послао је 300 људи у помоћ свом граду, коме су, такође, помагали и суседни Трогирани, пошто би и сами дошли у опасност падом града. Почетком 1410. године Шибенику је стигла војска, коју му је у помоћ послао краљ Жигмунд. Да прикрију свој неуспех, после дугих преговора, 13. априла 1411. године Млечани су за 5.000 дуката, купили градове Островицу и Скрадин, које је краљ Ладислав 1407. године даривао Сандаљу Хранићу, који се декларисао као млетачки савезник. Хрвоје се плашио да би република Св. Марка могла угрозити његове поседе, чији се велики део налазио у Далмацији. Стога ју је путем посланства послатог у Венецију, упитао како ће се држати према њему, истовремено затраживши да му република да титулу херцег сплитски, јер је у повељи млетачких грађана од 1393. године био забележен као војвода босански. Република му је одговорила 8. априла 1410. године, да неће узнемиравати његове поседе, ако буде стао иза њихових интереса у Далмацији. После овога, Хрвоје је према Млечанима заузео неутралан став.
Угарски краљ је у ово време обновио своја стара непријатељства према Пољској, бојећи се њене уније с Литванијом. 21. априла 1410. године, он јој је, у договору са Тевтонским витезовима, у замену за 300.000 дуката, објавио рат. Посебно задужење да спреми војску за овај сукоб добио је Стрибор Стриборић, магнат из северне Угарске и један од главних краљевих сарадника. Велики савез против Пољске и Литваније, који су чиниле чак 22 државе, био је поражен у бици код Гринвалда, 15. јула 1410. године. Жигмунд није учествовао у тој бици, због великог отпора племства, али Стрибор је напао Пољску у октобру. Угари су, том приликом, освојили Нови Сонч, али их је код Бардјејова потукао лублински кастелан Јан из Шчекоћинија, потиснувши их из Пољске.
До измирења два краља дошло је тек на конгресу у Старој Љубовњи, који је заседао од 12. до 15. марта 1412. године. Молдавија је том приликом подељена на угарску и пољску сферу утицаја, а 15. марта је склопљен мир. Недуго затим, уследио је нови конгрес двеју краљевина, који је изгладио међусобне сукобе и успоставио дуговечан мир међу њима. Конгрес у Будиму и Кошицама, који је трајао од 24. маја до 24. јуна, одлучио је да ће краљ Жигмунд посредовати око пољско-тевтонског спора, а да ће пољски краљ угарском краљу доделити зајам обезбеђен залогом 13 градова у Спишу. Са своје стране Жигмунд је у Пољску вратио крунидбене ознаке које је Угарску још 1370. године однео краљ Лајош.

## Краљ Римљана и први рат са Млетачком републиком
Краљ Римљана Рупрехт Палатинатски преминуо је 18. маја 1410. године и немачки кнезови изборници састали су се да изаберу новог краља. Као и много пута до тад, кнезови изборници били су међусобно подељени, тако да су тројица 10. септембра 1410. године за краља Немачке изабрали Жигмунда, а четворица 1. октобра Јошта Моравског, Жигмундовог брата од стрица. Сукоб између двојице монарха био је на видику, међутим, Јошт је изненада умро 18. јануара 1411. године. После овога су се остали изборници приклонили Жигмунду, изабравши га за новог немачког краља 21. јула 1411. године. Његово крунисање извршено је тек 8. новембра 1414. године у Ахену. Овим чином угарски краљ је добио велики политички утицај, али, заузет питањима средње Европе, није се могао у довољној мери посветити балканским питањима.
У том периоду Свето римско царство је било конгломерат прилично независних држава. У Немачкој је било 16.000 таквих јединица, различитих по величини и значају од војводства Аустрије, Баварске и Саксоније, маркгрофовије Бранденбург и палатинске грофовије Рајне до малих слободних градова и територија ситних царских витезова. Ниједна немачка држава није била довољно моћна да би остварила чак ни привремену превласт над осталима. У Италији се такође налазио велики број државица, које су само номинално признавале царску власт. Једина Жигмундова власт над државама распадајућег Светог римског царства заснивала се на његовој власти над Угарском.
Поставши краљ Римљана, Жигмунд се окомио на Млетачку републику, којој није могао да опрости куповину Далмације, којом је повредила његово право на ту територију. Још исте године, објавио јој је рат, иако су сукоби трајали од јесени 1410. године. Јавили су се и Ђеновљани, стари млетачки противници, тражећи да се поштује Торински мир из 1381. године, по ком је Млечанима забрањено стицање поседа на источној јадранској обали. Млечани су, са своје стране, развили живу дипломатску активност на европским дворовима.
Прве борбе вођене су око Островице и Скрадина, значајних као базе даље операције око Задра и Шибеника. Хрватски бан Карло Курјаковић почетком октобра 1411. године освојио је Скрадин, а Шубићи у марту 1412. године Островицу. Међутим, опсадом исцрпљени Шибеник се 30. октобра 1412. године предао Млечанима, који су му потврдили старе повластице. У међувремену, од септембра 1411. године, Жигмунд је оперисао против Млечана у Фурланији. Немајући новца угарски краљ је 8. новембра 1412. године позајмио знатну своту од 37.000 марака сребра, тј. 1.300.000 круна, од пољског краља Владислава II Јагела, коме је заложио велики део шипушке жупаније, 3 имања и 13 градова. Међутим, није имао успеха и 17. априла 1413. године у Трсту је склопио примирје на 5 година, током ког је свака страна задржала освојена подручја, а угарски краљ признао Млечанима право поседања Далмације, осим Сплита. Као накнаду за ратне трошкове Република се обавезала да Жигмунду плати 200.000 дуката.

## Походи против Остоје и Сандаља
После Хрвојеве предаје краљу Жигмунду, највећи противник угарске круне у Босни постао је Сандаљ, коме се убрзо придружио Павле Раденовић и краљ Остоја, очито незадовољан својим положајем. Оваква ситуација у Босни дала је повода угарском краљу, да поведе још један поход против те земље, како би учинио крај њеној независности. У пролеће 1410. године против Босне је отпочео напад са више страна. Угарску војску, која је оперисала са севера, водио је Павле Бешењи, при чему су се Дубровчани жалили да су угарски гарнизон из Врандука упадао у суседна места и вршио насиља над њиховим трговцима. Са запада је оперисао херцег Хрвоје, а са истока деспот Стефан. Жигмунд је лично стигао у Босну тек крајем августа. Поход се показао прилично успешним и све важније босанске тврђаве, са главним градом Бобовцем, предале су се Угарима.
Несумњиво је да је Жигмунд овом приликом хтео да утврди своје право стечено Ђаковачким уговором и на тај реши босанско питање. С тим циљем је одлучио да се, крајем октобра, крунише за босанског краља. У Дубровнику је тим поводом 21. октобра одредио 1.500 дуката, као крунидбени дар за њега и краљицу Барбару. Међутим, Жигмунд је одустао од тог чина и 5. новембра налазио се код Раче на Дрини. Одмах по његовом одласку дошло до побуне против угарских гарнизона, коју је организовала босанска властела на челу са Сандаљем. Нарочито су тешке борбе вођене у Сребреници, где су страдали и дубровачки трговци, који су били на угарској страни. Босанске незадовољнике помагали су и Турци, а Сандаљ је узалуд позивао у помоћ и краља Ладислава.
Жигмунд је почетком 1411. године одвојио један део војске спремљене против Млечана, да среди прилике у Босни. Већ крајем априла угарске чете биле су опет господари ситуације у земљи, а уплашени босански великаши, којима је овог пута изостала турска помоћ, понудили су Жигмунду преговоре за мир. Жигмундови порази у рату са Млечанима током тог лета учинили су га попустљивијим, па је Сандаљ, који је, према једном дубровачком записнику, преговарао у име Босне, у октобру постигао за Босну релативно повољан споразум. Остоја је остао краљ, али изричито као угарски вазал, а Сандаљ и Павле Раденовић су задржали све поседе. Највећи успех похода било је освајање области Соли и Усоре, важне за контролисање прилика у Босни, које је доделио својим миљеницима: прву Јаношу Моровићком, а другу Јаношу Горјанском.
Завршивши своје послове са релативним успехом, Жигмунд је, на Духове 1412. године, у Будиму, на острву Чепелу, скупио читав низ себи савезничких и пријатељских владара, и све кнезове и веће војводе, који су признавали његову врховну власт. Било је и представника Татара и Турака. На будимском двору нашли су се Владислав Јагело, деспот Стефан, краљ Остоја, аустријске војводе, француске војводе и грофови, италијански владари, чешки племићи, велики мајстор Тевтонских витезова, војводе Влашке и Молдавије, између осталих, Хрвоје, Сандаљ и кнез Павле. На овом скупу западних краљева и друге господе краљу угарскоме била су 3 краља, 13 војвода и кнезова, 24 грофа, један кардинал, 26 великаша, више епископа, 1.500 витезова са 3.000 момака.
Босански великаши, који су дошли са женама и са пратњом, упадали су у очи на том скупу, а њихови јунаци истакли су се у свечаним турнирима. Међутим, највише се истакао деспот Стефан, као месец међу звездама, кога је краљ Жигмунд за учешће у последњим борбама обдарио: Сату Маром, Дебрецином, Бесермењом и облашћу око Немета, Нађбање и Фелшебање, бројним поседима у бихарској и саболчкој жупанији и дворцем у Будиму. Вероватно је тада деспотовим поседима придодата и Сребреница, најбогатији град Босне, који се у поседу Србије Сребреница се први пут помиње 2. октобра 1413. године.
После окончања турнира, европско племство је још 7 дана ловило у околини Будима. Свечаност је била завршена величанственом поворком која је прошла кроз град. Убрзо након тога Жигмунд је напустио Будим, кренувши на запад са амбицијом да добије царску круну. На западу је провео пет година, од 1413. до 1418. године, што је било први пут да један угарски краљ толико времена проводи ван земље.

## Издаја херцега Хрвоја
Иако се Хрвоје истакао у овим сукобима, његов утицај овом угарском победом није нимало порастао, али се појавио велики број непријатеља сплитског херцега. Међу њима су се истицали краљ Остоја, Сандаљ, Јанош Горјански, Јанош Моровићки, кнезови Благајски, Млечани и Сплићани, иначе незадовољни Хрвојевом владавином. Међу нарочите непријатеље Херцега спадао је Павле Чупор од Мославине, од 12. јануара 1412. године загребачки и крижевачки жупан, а нешто касније и славонски бан. Хрвоје се често налазио на краљевском двору као кум Жигмундове кћери, где га је Чупор, једном приликом, пред пуном двораном, поздравио воловским мукањем, наругавши се његовој великој глави и дубоком гласу. Међутим, сплитском херцегу је највећу штету начинило приближавање Сандаља краљу Жигмунду, остварено путем породичних веза са деспотом Стефаном, при чему је Хрвоје био отуђен од угарског краља.
Кад су Сандаљ Хранић и угарска војска предвођена Јаношем Моровићким отишли у Србију да помогну деспоту Стефану у борби против турског султана Мусе, Хрвоје је, у мају 1413. године, упао у небрањене Сандаљеве области и опустошио их. Тај чин изазвао је општу осуду сплитског херцега, јер је подвиг био невитешки и био је изведен против Жигмундовог пријатеља у часу његовог рата с Турцима. Хрвојеви непријатељи, који су га већ одавно клеветали код Жигмунда и краљице Барбаре, сада су постигли свој циљ. Дана 16. јула Жигмунд је Хрвоју одузео жупу Сану и уступио је кнезовима Балагајским, а, већ сутрадан, окрививши Хрвоја за велеиздају, овластио је Дубровчане да до 1417. године поседну његова острва: Корчулу, Брач и Хвар, иако је целокупно босанско племство било против тога. Крајем јула, од Хрвоја се одметнуо Сплит, а Јанош Горјански и Павле Чупор су преотели његове поседе у Славонији.
Жигмунд је отворено оптуживао херцега због веза са Турцима на пропаст наших краљевина и читавога хришћанства и упутио против њега две мање војске, у Славонију и Хрватску. Хрвоје је покушао да се брани и тражио је да буде изведен на суд као витез реда Змаја. Поручивао је да је његов напад на Сандаљево подручје само лична ствар њих двојице. Прилично уплашен, обраћао се и краљици Барбари, да га заштити пред краљем ког није издао. Херцег у писму истиче, иако је прешао у католичку веру, да га многи мрзе зато што је био богумил. Још додаје да ће, у супротном, бити присиљен да тражи помоћ и претио ја или не Бошњаци хоће да се здруже с Турцима. Међутим, његова писма и поруке нису ни стизали до Жигмунда, који је одговарање на иста препуштао Хрвојевим противницима.
У потпуној немилости, Хрвоје се обраћао за помоћ Млечанима, који су одбили чак и да посредују, пошто су у том тренутку преговарали за примирје са Жигмундом. Херцег се сада обратио Турцима, који су му у јуну 1414. године послали јаку војску под вођством Исак-бега. Ова војска је преко Сандаљеве дошла у Хрвојеву област, где се поделила на три дела. Један је кренуо долином Босне ка Дубочцу, други је остао у Ускопљу, а трећи се преко Босанске крајине и Саве упутио према Загребу. Хрватски писар, Бартол Крбавац, записао је те године с огорчењем како је водио рат нечастиви Хрвој з Боснами и з Бенеци и с Турки на крала угарскога Жигмунда, ки верно сташе за чест кершчанску.
Августа 1414. године, подржаван од Турака и Хрвоја, за босанског краља поново је проглашен Твртко II, који је одмах по доласку стекао известан ауторитет у земљи. У међувремену, Остоју, коме је од власти остала само титула, још увек су подржавали Угари, а у једној повељи од 1. фебруара 1415. године Жигмунд је нарочито истицао његове заслуге за угарску круну и хришћанство у борби против Турака. Оваквим развојем догађаја у Босни је дошло крвавог грађанског рата.

## Сабор у Констанци
Као краљ Римљана Жигмунд је постао важан чинилац у компликованој политици на Западу, где су црквени и световни великодостојници били, углавном, окупирани Западном шизмом. Наиме, крајем XIV и почетком XV века католичка црква је имала је често двојицу, па чак и тројицу папа истовремено. Жигмунд се сада прихватио решавања тог питања и општег расула у цркви које је оно изазвало, а коме се придружио и још један проблем: Јан Хус и његови следбеници убрзано су издвајали Бохемију из католичке заједнице. Жигмунд је 1413. године разаслао позиве за сабор који је требало да одржи у Констанци, на Боденском језеру, на јесен наредне године, у циљу ликвидације таквог стања, а којим би председавао он лично. Пошто није могао да се одупре притисцима који су вршени на њега, пизански папа Јован XXIII је невољно издао папске буле којима је потврдио пуноважност сабора. Римска папа Гргур XII прихватио је да пошаље изасланике на сабор, мада није признао његову пуноважност. Авињонски папа Бенедикт XIII остао је сасвим по страни. Жигмунд је у Констанцу стигао на Божић 1414. године, након што је у Ахену био крунисан за краља Римљана.
Сабор у Констанци био је величанствени црквени скуп. Међу присутнима су били 3 патријарха, 29 кардинала, 33 надбискупа, 150 бискупа, 100 опата, око 300 доктора теологије и велики број монаха, легата и владара. Пред сабором су стојала три питања:
1. обнова јединства вере,
2. борба против јереси,
3. свеобухватна реформа цркве и (њених) чланова (лат. reformatio generalis ecclesiae in capite et in membris).[156][1]

Осим што се бавио расколом, јересима и реформом, сабор је посветио доста времена другим стварима, као што су обављање свих редовних послова курије и решавање разних спорова међу владарима. На сабору се разговарало и о све већој турској опасности.
У једном тренутку на овом Сабору кардинал се одважио исправити Жигмундов латински, пошто је краљ тумачио реч шизма (лат. schisma) као женски род уместо средњи. На то је Жигмунд одговорио:
Ја сам краљ Римљана и изнад граматике (лат. Ego sum rex Romanorum et super grammaticam).

### Хуситска јерес
Прва на дневном реду била је хуситска јерес. Краљ Жигмунд је понудио Хусу безбедан долазак на седницу и одлазак кући, издавши му и одговарајуће писмо о имунитету. У циљу одбране својих убеђења, Хус је 3. новембра 1414. године стигао у Констанцу, али су га, упркос краљевом јемству, прелати бацили у тамницу. Жигмунд је искрено, али не претерано енергично, покушавао да га ослободи. Међутим, сабор је остао при томе да краљево јемство не може да важи за јеретика. Хусу је наложено да се изјасни о 45 теза извучених из дела енглеског теолога Џона Виклифа и 42 из својих сопствених. Изјавио је да се слаже са Виклифовим убеђењима и одбио је да да се одрекне својих учења. Затим је, 6. јула 1415. године рашчињен и предат Жигмунду, који је наредио да га спале на ломачи. Годину дана касније спаљен је и Хусов пријатељ и ученик Јероним Прашки, који је дошао на сабор да га подржи.
За многе Чехе из свих слојева, Јан Хус је био омиљени проповедник кога је прогонило свештенство чијој је реформи тежио. Он је, такође, у знатној мери, био обележје чешког национализма. Хус је очигледно имао много пријатеља и следбеника међу племством које се није много занимало за његова верска учења. Маја 1415. године, док је Хус у затвору чекао суђење, са великог скупа чешких племића упућено је протестно писмо. Његова смрт изазвала је међу њима бес и 500 племића заклело се, у септембру, да неће прихватити ниједну одредбу сабора. Сабор у Констанци предузео је низ мера да искорени хуситску јерес у Бохемији.

### Крај Западне шизме
Сабор се тек почетком 1415. године озбиљније упустио у проблем раскола. Папа Јован је дошао на сабор, али убрзо је журно отишао, забринут тоном који је расправа попримила. После тога, окупљени делегати су објавили да општи сабор делује на основу овлашћења добијених непосредно од Христа и да га чак и папа мора поштовати. Штавише, папа је био дужан да се одрекне престола ако сабор процени да је тако нешто неопходно за добробит цркве. Пизански папа је суспендован 14. маја 1415. године под оптужбом за блуд, прељубу, родоскврнављење, содомију и тровање свог претходника. Неке од ових оптужби су вероватно и одговарале истини, па је 29. маја свечано свргнут. Гргур XII се такође одрекао положаја 4. јула. Тако је остао само један папа, авињонски Бенедикт XIII, који је одлучио да, ни по коју цену, не испушта свој положај из руку, тврдећи да је он једини прави папа. Иако су га француски краљ и прелати северне Француске напустили, јужна Француска, Кастиља, Арагон, Навара и Шкотска остали су му одани.
У лето 1415. године сам Жигмунд је повео преговоре са Бенедиктом и његовим следбеницима. Папа није био спреман ни за какве уступке, али је Жигмунд убедио све краљеве да се више не заузимају за папу и да пошаљу делегате у Констанцу. Спор се одужио, и тек 1417. године сабор је свргнуо Бенедикта, али њега ни то није поколебало. Наставио је да се назива папом до смрти 1422. године, док му се број присталица непрестано смањивао.
Сабор у Констанци био је организован тако да су политички интереси владара дошли до пуног изражаја. Делегати су били подељени по нацијама и свака нација гласала је посебно. У почетку су биле четири нације: француска, немачка, италијанска и енглеска, али када су шпански владари напустили Бенедикта XIII, од њихових делегата створена је пета нација. Многи чланови сабора нису журили да изаберу новог папу. Желели су да спроведу реформу о устројству и законима цркве док још нема папе који би уложио приговор. Међутим, најенергичнији међу световним владарима Европе енглески краљ Хенри V, захтевао је да сео одмах изврши избор. Желео је папу који ће бити наклоњен Енглеској и подржати његове активности у Француској. Да би обезбедио брз избор послао је у Констанцу свог стрица Хенрија Бофорта, бискупа Винчестера. Под Бофортовим притиском, сабор се најзад определио за поступак при избору папе. Кардинали и по шест представника из сваке нације требало је да гласају у шест посебних група. Да би кандидат био изабран, морао је да освоји две трећина гласова у свакој групи. На овај начин, сабор је 1417. године изабрао кардинала Ода Колону који је ступио на дужност као Мартин V, чиме је завршена Западна шизма.

### Црквене реформе: Питање сабора
Један од основних циљева сабора у Констанци била је реформа цркве, у чијем правцу је предузето неколико не баш успешних корака. У току рада сабора формиране су две велике комисије са задатком да израде препоруке у том смислу. Међутим, иако је било ватрених поборника реформе који су желели свобухватне у устројству и законима цркве, већина делегата, углавном вишег свештенства, није благонаклоно гледала на реформе. Препоруке које су доставиле комисије и које су увршћене у саборске одлуке углавном су само потврдиле давно установљене одлуке канонског права. Једине радикалне измене односиле су се на функцију сабора, који је недвосмислено проглашен надређеним папи. Прописано је да се наредни сабор одржи за пет година, други седам година након њега, а трећи десет година касније, а сви остали у размаку од десет година. У случају да дође до раскола, сабор, ради његовог превазилажења, морао је да буде сазван у року од годину дана.
Питање правног односа између папе и сабора било је веома противречно и крајње сложено. Иако је папа Мартин V дуговао свој избор сабору у Констанци, није имао намеру да прихвати учење о надређености сабора. Уз њега је стајала снажна скупина конзервативних црквених достојанственика који су чврсто веровали у традиционално устројство цркве. Они који су подржавали надређеност сабора имали су различите побуде за то и понудили су неколико различитих теорија да би оправдали свој став. Неки су били искрено одани цркви, ужаснути Западним расколом, и веровали су да се такви скандали могу избећи само ако се предвиде одговарајућа овлашћења сабора у случају потребе. Други су били ватрени поборници реформе, уверени да папство није погодно средство за њено спровођење. Заиста, пошто је папа био дубоко увучен у многе од најгорих злоупотреба, попут безобзирног искоришћавања опроштајница, од њега се није могло очекивати да изведе реформе. Цркву је једино могло спасти њено целокупно чланство делујући кроз сабор.
Једну моћну скупину прелата покретале су приземније побуде. Ако је сабор читаве цркве највиши орган у хришћанском свету, зар не би онда национални сабор могао да буде врховни орган у оквиру једне државе? Папство је било једини орган црквене власти који је ограничавао надзор владара над црквом у њиховим земљама. Ако би папа постао слуга, уместо да буде господар, моћ владара знатно би порасла. Ово гледиште подржавали су прелати који су желели да ослободе своје националне цркве спољашњих утицаја. Оно је, такође, наилазило на подршку већине владара, када су размишљали дугорочно. Међутим, на несрећу саборске странке, владари су обично више посвећивали пажњу непосредним проблемима. Без обзира на то шта ће се са папством дешавати у будућности оно је било и остало моћна политичка снага. Владари су можда схватили да је дугорочно слабљење папске моћи у интересу њихових династија, али у том тренутку углавном су очајнички настојали да обезбеде подршку папе који је тренутно владао. Тако је, целим током спора, политика владара била нестална и променљива.
Саборска странка је изнела три главне теорије о основи црквене власти. Једна скупина је, пратећи општи правац размишљања Марсилија из Падове, тврдила да врховна власт почива на читавој заједници верника и да би она требало да се врши кроз сабор. Ови људи су, углавном, били наклоњени схватању да, поред црквених лица, и световњаци требало да узму учешћа у сабору. Друга група, вероватно највећа, веровала је да цркву чини све свештенство и да оно кроз своје представнике на сабору држи врховну власт. Најзад, неки су сматрали да је црква бискупска република. Христос је дао своје моћи свим својим учењацима и оне су, преко апостола, наслеђем предате бискупима.
Важан резултат Жигмундове активности у Констанци је била потврда врховног права угарских краљева, обезбедивши одлучујућу реч себе и својих наследника у избору црквених великодостојника Угарске, а објављивање папских була учинио зависним од краљеве дозволе. На тај начин потврђен је тзв. краљевски пристанак (лат. placetum regium), који је још 1404. године донео угарски државни сабор у циљу смањивања папског утицаја у тој земљи.

### Пораз код Добоја: Слом угарске власти у Босни
У међувремену, док је Жигмунд председавао сабором у Констанци, Турци су оперисали у Босни. Иако је већи део њихове војске повучен крајем пролећа 1415. године, Дубровчани су јављали у Будим да су босански великаши покорни Турцима, које су доживљавали и као главне савезнике против Угара, давајући данак господину цару турском да би се сачували. Истовремено, Хрвоје се спремао да нападне Сплит, позивајући на сарадњу млетачку и напуљску флоту. Турске чете су том приликом продрле у Далмацију све до Шибеника. Краљ Остоја није био у могућности ништа да предузме, а војвода Сандаљ одржао се великим поклонима Турцима. Овакво стање приморало је Угаре на деловање, којим би поправили свој положај и положај својих присталица. У толико више, што су добили поуздане вести, да се Исак-бег у Скопљу спрема на нови поход не само на Босну, него и даље према Западу, у Хрватску и Далмацију.
Угарска војска се од средине јула окупљала пред Добојем, у Усори. На своје велико изненађење, Угари су затекли готово све босанске великаше против себе. Уз њих је пристао само Владислав Дубравчић, господар усорског града Ковача. У страху, измирили су се и Хрвоје и Сандаљ, сложивши се да им султан потврди Остоју за краља. Угари су се нашли у врло тешком положају, поготово кад су се сви остали великаши, на челу с Хрвојем, стали уз Турке, предвођене Зек Мелеком. Почетком августа 1415. године у Усори, код Макљеновца, дошло је до тешког угарског пораза, при ком су, уз велику погибију хришћанске војске, заробљене све угарске војсковође, између осталих: Јанош Горјански, Јанош Моровићки и Павле Чупор. Све војсковође су се откупиле великим свотама, само је Чупор био убијен. Хрвоје га је, наиме, дао зашити у воловску кожу и бацити у реку Босну, да му се освети за стару увреду.
Овај пораз представља прекретницу у историји Босне и угарског положаја на Балкану уопште. Османско царство постаје све агресивније, а Угари све више прелазе у одбрану, док је њихов престиж знатно пољуљан. Туркофилска политика, која је до тада у Босни била без правог ослонца и која је узимана у обзир само при случајним и за појединце безизлазним ситуацијама, одсад узима корена и убрзо добија доста присталица. Пресудност угарског утицаја у Босни огледао се и томе што се сама држава називала русагом босанским, очевидно по мађарском називу за земљу (мађ. ország), а сами Босанци понекад русашка господа. Међутим, озолејеђени претходним Жигмундовим акцијама, које су му створиле много непријатеља у самој земљи, босански великаши се све више приклањају Турцима, чији утицај постаје одлучујући. Упркос својој пресудности на прилике у Босни, овај пораз није имао већег утицаја на суседне државе, што се види из непромењеног односа српског деспота према угарском краљу.
Турци су непосредно после победе упали у Хрватску и похарали области око Зрина и Блиње, одакле су, из попаљених села, одвели и до 30.000 људи. Упад је био поновљен и следеће године. У априлу 1416. године, умро је Хрвоје, а његова удовица Јелена се предавши Омиш и суседну Крајину свом брату Иванишу Нелипчићу, удала за краља Остоју, који ни на тај начин није успео да учврсти свој положај. У лето 1417. године Дубровчани су писали Жигмунду како је Босна у уобичајеној и великој неслози. Сама Република успела је искористити ове сукобе тако што је купила Конавли од финансијски исцрпљеног Сандаља, тиме се обештетивши за губитак Хрвојевих острва Брача, Хвара и Корчуле, која је морала вратити 1417. године по Жигмундовој изричитој наредби.

## Други рат са Млечанима
По истеку петогодишњег примирја, 1418. године, дошло је до новог рата између Жигмунда и Млетачке републике. Рат се водио на врло широком фронту од Фурланске низије и Истре све до зетског приморја. Вешти и овом приликом добро спремљени, Млечани су за циљ имали повратак положаја изгубљених Задарским миром из 1358. године. Жигмунд је поново напао саму Фурланију, али овај пут је за савезнике имао миланског војводу Филипа Марију Висконтија и господара Мантове Ђанфранческа Гонзагу. Заузет на много страна, Жигмунд није обратио потребну пажњу млетачкој агитацији у Далмацији и могао је само да види колико је изгубио на тој страни. Током 1419. године у Далмацији, а нарочито у Шибенику, владала је епидемија куге. Можда због тога те године није било већих сукоба у овим областима.
Прва права борба наступила је у марту 1420. године, када је млетачку врховну власт признао Котор. Следећег месеца, под притиском велике млетачке флоте предвођене Пјетром Лореданом млетачку власт су признали Брач, Хвар, Вис, Корчула и друга далматинска острва. Лоредано је потом опсео Трогир, који му се, после двомесечне опсаде, предао 22. јуна, а недуго за њим и Сплит 28. јуна 1420. године. Падом још неколико истарских градова, Угарска је била готово потпуно одсечена од мора. Од угарских поседа у приморју остали су само поседи Иваниша Неличића: Омиш и Неретљанска крајина и Николе Франкопана: град Сењ, Винодолска жупанија и острво Крк, области без неког посебног значаја. Нелипчићева кћерка се 1416. године удала за Ивана, најстаријег сина Николе Франкопана, чиме су ове две моћне и угледне породице ступиле у савез. Осим ових поседа, Жигмунду је у приморју још увек остао веран град Дубровник.
У међувремену, у октобру 1418. године, један одред од 20.000 Турака предвођених Ахмед-бегом продро је чак до Штајерске, али га је код Горње Радгоне потукла војска у којој је суделовао Никола Франкопан. Због сталних упада и пљачки, угарски краљ је 1419. године против њих спремао велику војску. Међутим, увучен у Хуситске ратове, који су захтевали његову пуну пажњу, Жигмунд је био приморан да склопи петогодишњи мир са султаном Мехмедом I.

## Арбитража у пољско-тевтонском спору
У мају 1419. године пољски краљ Владислав је, на састанку у Кошицама, званично затражио арбитражу краља Жигмунда у пољско-тевтонском спору. Тевтонски ред је у почетку одбијао посредовање краља Римљана, али је 19. јула попустио и преко папских легата закључио примирје са Пољском и Литванијом. Владислав је 26. јула ратификовао примирје и повукао трупе са границе са Тевтонском државом. Међутим, Жигмунд је, у Вроцлаву 6. јануара 1420. године, донео пресуду повољну за Тевтонски ред. Краљ је потврдио одлуке пољско-тевтонског мира у Торну и признао је тевтонско-мазовске границе из 1343. године, али је прекршио уговор из Старе Љубовње. Пољски магнати су на састанку у Ленчици, у јулу, одбацили Жигмундову пресуду, јасно се декларисавши као његови непријатељи, и позвали папу Мартина V да реши спор. У јесен 1421. године, Владислав је повео преговоре са Жигмундом, понудивши му подршку у његовим претензијама на чешки трон, под условом да се угарски краљ одрекне права на Шлезију и промени пресуду. Међутим, преговори нису имали успеха. Односи између Угарске и Пољске изглађени су тек 30. марта 1423. године на састанку два краља у Кежмароку, када је враћен на снагу споразум из Старе Љубовње. На конгресу монарха у Кракову, који је трајао од 4. до 19. марта 1424. године, посредством данског краља Ерика VII Померанског, односи два краља додатно су поправљени.

## Период Хуситских ратова

### Хуситски покрет
Хусова смрт била је окидач за почетак национално-верског покрета у Бохемији. Изазвала талас протеста, а на скупу панова склопљен је савез ради заштите Хусовог учења. Одатле је сабору у Констанци послат протест због погубљења Хуса и објављено да је врховни суд по питањима религије Прашки универзитет. Насупрот хуситима у Бохемији је организован савез католичких барона, углавном Немаца, коме је пришао и краљ Вацлав, који се у почетку односио благонаклоно према хуситима. У Прагу је почело протеривање католичких свештеника, на чија места су дошли хусити, увевши нови обред причешћивања из чаше (лат. calix), који је сабор у Констанци најстроже забранио.
Праг је постао центар умерених хусита, који су углавном били заинтересовани за секуларизацију црквених имања и национално-црквену реформу; они су се ослањали на средњи и имућнији слој грађана и део племства, а подржавао их је и Прашки универзитет. Присталице те струје називале су се каликстинци или утраквисти, пошто су они као један од својих захтева истицали причешће под оба вида (лат. sub ultraque speciae).
У међувремену, на југу се јавио покрет који је истицао првенствено социјалне захтеве, а коме су приступила градска сиротиња, занатлије, рудари и кметови, које су жестоко експлоатисали немачки и чешки феудалци. Центар овог екстремног крила хусита био је град Табор, по коме су названи таборити. Таборити су одбацивали феудализам, поштовање моштију и икона, тајне и поштовање светаца. Проповедници таборита су говорили да је тражење кулука и дажбина од стране цркве − грех. Сељаци су бежали од панова у Табор, а овом покрету су пришли и неки пропали ситни ритери, вешти ратници, пошто су многи од њих служили у најамничким војскама. У Табору су народне масе почеле да се наоружавају да би ступиле у одлучну борбу за одбрану својих интереса. То је изазвало узбуну међу пановима, који су у почетку са симпатијама гледали на реформу која им је обећавала заузимање црквених земаља, па су почели да прелазе на страну католичког савеза. Међутим, таборити заступали разне социјалне кругове, међу којима није било јединства. Интереси ситног племства били су усмерени према заузимању крупних земљишних поседа цркве. Сељаци су пре свега захтевали да се укине кметство. Међу рударима и сеоском и градском сиротињом велики је успех имао захтев да се укине приватна својина.

### Краљ Бохемије и Први хуситски рат
У лето 1419. године дошло је до отворене побуне занатлија у Прагу, којима су се ускоро придружиле широке народне масе. Устаници су пустошили цркве и манастире, уништавајући предмете католичког култа. Градско веће, непријатељски расположено према хуситском покрету, затворило се у већницу. Међутим, народна маса ју је заузела 30. јула и већнике побацала кроз прозор. Покрет је ускоро захватио већину чешких градова. Градска већа, која су се углавном састојала од имућних Немаца-католика, распуштана су и замењивана хуситским. Католички монаси и свештеници су протеривани и приступило се увођењу богослужења на народном језику.
Исте године је умро краљ Вацлав, и чешки престо је припао Жигмунду, као једином легитимном наследнику. Међутим, већина чешког становништва је одбила да га призна, као Хусовог непријатеља и убицу. За њега се залагала католичка немачка црква, део крупних чешких земљопоседника, који су већином били германизовани, патрицијат чешких градова, који је у већини такође био немачки, и власници рудника.
Године 1420. папа Мартин V је објавио крсташки рат против хусита. У рат су углавном пошли немачки ритери, али су и неки ритери из других земаља од Шпаније до Пољске. На чело те добро наоружане и многобројне војске стао је сам Жигмунд, у пратњи многих црквених велепоседника и свих кнезова-изборника са својим засебним војскама. Упркос све већем разилажењу два хуситска крила, Жигмундова војска је под Прагом претрпела потпуни пораз од хуситског војсковође Јана Жишке. Том приликом, први пут је коришћена Вагенбуршка тактика, која је донела пресудну предност хуситима.
Уследили су мировни преговори, током којих су каликстинци изнели свој програм, тзв. четири прашка члана, који је садржао главне хуситске захтеве:
1. слободу проповедања на народном језику,
2. причешће под оба вида,
3. секуларизацију великих црквених имања,
4. контролу над моралним владањем верника.[аа][182][183]

### Други хуситски рат
Непосредно након отварања мировних преговора, наступили су сукоби међу самим хуситима, који су резултирали уништењем најрадикалнијих крила покрета и слабљењем самих хусита. Том приликом истребљена је секта адамита, а 1421. године по наредби Јана Жишке је спаљен најистакнутији вођа комунистичке струје, Мартин Хуска.
С циљем да искористи сукобе између самих хусита, Жигмунд је одбацио понуђени споразум и поново напао Бохемију у августу 1421. године. После почетних успеха у којима су суделовали и одреди деспота Стефана предвођени Филипом Сколаријем, крсташи су поново били потучени у низу битака, а у бици код Небовида 6. јануара 1422. године, Жигмунд је сам једва спасио живот, изгубивши 12.000 војника. Упркос војним поразима, крсташи су успели да опљачкају бројна незаштићена насеља и да опустоше земљу. На то су хусити одговарали одговарали рушењем католичких цркава и манастира, заузимањем њихове земље, а исто тако и земље краља и католичких феудалаца.
Истовремено, хуситски покрет се ширио далеко ван граница Бохемије. Биограф деспота Стефана, Константин Филозоф, бележи да је њихових присталица било и у Срему и Бачкој, управо због православних елемената покрета.

### Рат на доњем Дунаву
Године 1422. Жигмунд је сазвао скупштину у Нирнбергу да би подигао војску плаћеника против хусита, али је његов план осујећен отпором градова, па угарски краљ није узео учешћа у новом хуситском рату. Новом папином позиву на рат, 1423. године, одазвали су се немачки владари и краљеви Данске и Пољске. Међутим, Пољаци су одбили да ратују против сродних Чеха, немачки принчеви су били заузети унутрашњим борбама, а дански краљ, који је с великом војском пристигао до северних граница Царства, вратио се натраг. На овај начин, поход против хусита је потпуно пропао.
У међувремену, 1423. године, нови османски султан Мурат II умешао се у сукобе у Влашкој, где је на власт довео свог приврженика Радуа Празноглавог, осетно угрозивши Угарску с источне стране. Султан је велику пажњу посветио и Босни, где је 1421. године победио турски кандидат Твртко II. Године 1423. нови краљ је склопио савез с Млечанима против кнеза Иваниша Нелипчића. Доживљавајући то као чин нелојалности, Турци су у априлу 1424. године покренули казнену експедицију против босанског краља, која није трајала дуго, али је опустошила одређене пределе Босанског краљевства.
Видевши опасност од Турака, Жигмунд је почео преговоре са својим суседима у циљу склапања великог хришћанског савеза, припремајући велику офанзиву. У лето 1424. године на угарски двор је стигао византијски цар Јован VIII, враћајући се са дипломатске мисије из Италије, где је тражио помоћ против Турака. Краљ Жигмунд га је свечано дочекао испред Будима где су се два владара, сјахавши са својих блиставих коња, братски загрлила. Цар се, у друштву српског деспота, у Будиму задржао два месеца. Истовремено, на угарски двор је стигао и изасланик султана Мурата II, који је успео да издејствује мир. Међутим, овај мировни споразум, иако склопљен по турским условима, није заживео. Можда Мурату није била непозната информација коју је Жигмунд поверио Филипу Сколарију јуна 1424. године да ће следеће године купити војску и кренути на Турке.
Уплашен спремањем офанзиве против Турака, а и претходном османском експедицијом у Босни, Твртко је, посредством грофа Хермана Цељског, ступио у везу са угарским двором. Већ у јесен 1425. године одржан је састанак између два краља, на коме је Твртко признао врховну власт Угарске, пристајући да грофа Хермана, чија је мајка била из династије Котроманића, прогласи за свог наследника. У међувремену, Жигмунд је у августу 1425. године с војском сишао до Оршаве, где се састао са деспотом. Међутим, намеравана акција се морала одложити због хуситских успеха на северу. Мања угарска војска наставила је да оперише у Влашкој, где је одржала на власти Дана II.
Док је Жигмунд налазио на северу, султан је у октобру 1425. године упао у Србију и опустошио крушевачку област, али се убрзо повукао, пошто је угарски краљ упутио у помоћ један војни одред предвођен Филипом Сколаријем. Услед оваквих развоја догађаја, султан је прихватио преговоре. Истовремено, после дугих сукоба око Далмације, Жигмунд је предложио Млечанима стварање антитурског савеза. У млетачко-угарским преговорима 1426. учествовао је и деспот.

### Споразум у Тати
Немајући деце, деспот Стефан Лазаревић је на сабору у Сребреници 1426. године, за наследника изабрао свог сестрића Ђурђа Бранковића, бившег савезника Турака. Неповерљив према свом будућем српском вазалу, Жигмунд је тражио склапање посебног споразума. До њега је дошло на састанку у бањи Тати, у коморанској жупанији, 10. маја 1426. године. Стефан се заклео на верност угарском краљу, што је повлачило долазак на угарске државне саборе, а Жигмунд је пристао да призна Ђурђа, али је тражио да му се, после Стефанове смрти, врате Београд, Мачва и територије западно од Дрине, које му је он био уступио као лични посед. Тражио је да му се преда и град Голубац, главна српска тврђава на Дунаву. На тај начин он би држао све важније градове на Сави и Дунаву и у Српској деспотовини под својом влашћу и обезбедио јужну угарску границу.
Деспот је имао бројна имања у жупанијама Сатмару, Токају, Немету, Бечеју, Бечкереку, као и у рударским местима Нађбањи (лат. Rivilus Dominarum), Фелшебањи (лат. Mons Medius), Дебрецину, Бихару и Саболчу. Припадали су му Потисје од Чуруга до Сенте: Тител, Чуруг, Госпођинци, Петрово Село, Сланкамен, Сремска Митровица, Купиново и Земун. Жигмунд је имао озбиљних проблема са магнатима, који су се бунили што ће деспотови поседи у Угарској припасти његовом наследнику Ђурђу Бранковићу, који би на тај начин постао један од угарских барона. Угарски краљ је тада рекао својој властели да је деспот Стефан излажући се ванредним постојанством, опрезном бригом и неуморним старањем, и на разним местима и у разним временима све своје имање, своју личност и сва добра своја и својих у славу и част наше узвишености - заслужио да се призна његов сестрић, син Вуков, а овај Бранков, син Младена властелина цара Душана, за наследника Рашке, с тим да буде обавезан да долази да државни сабор краља Угарске као сви остали барони Угарске, а ови ће бити дужни да пружају у случају потребе војну подршку краљевини Рашкој.
У складу са Жигмундовом балканском политиком, деспот Стефан је пристао, да, у случају ако би и деспот Ђурађ остао без мушких потомака, Србија припадне круни Св. Стефана. Међутим, тај уступак је био без већег значаја, јер је Ђурађ имао мушке деце и још увек био релативно млад. Стефан је учинио тај уступак само да би Угаре везао за Српску деспотовину, да би је бранили с више енергије као своје будуће подручје. Ипак, није успео да их увуче у свој рат против Млечана у Зети, о коме су Дубровчани 31. децембра 1422. године извештавали Жигмунда, да је претрпео велику штету.

### Твртко II постаје угарски савезник
У лето 1426. године у Босну је упала једна турска војска од највише 4.000 људи, али којој се нико није усудио супротставити, бојећи се будуће турске освете. Ова војска је продрла све до Хрватске, а у Босни је опустошила Усору и долину Спрече. Међутим, цео овај поход, ни ситуација после њега нису утицали на краља Твртка II да промени започету политику. Надајући се да ће тако добити потребну помоћ за борбу против Турака, 2. септембра 1427. године, повељом је прогласио Хермана Цељског за свог наследника, даровавши му Босну, ако се прекине његова мушка линија. Тим чином Твртко се потпуно определио за Угарску, а 1428. године у Дубровнику се говорило, да је Жигмунд примио босанског краља за брата и сина и да ће га оженити једном угарском племкињом у циљу учвршћивања савеза између две земље. Заиста, Твртко се у јулу 1428. године у Милодражу оженио Доротејом, кћерком печујског господара Јаноша Горјанског, а на свадби је лично присуствовао и сам краљ Жигмунд. Посредовање и лично присуство угарског краља ослабили су опозицију босанских великаша, који су били противни Херману Цељском и новом курсу Тврткове политике.
Нарочито после Тврткове повеље, Херман је, ширећи своју власт и утицај, дошао у сукоб са кнезовима Франкопанима, који су му својим поседима онемогућивали да оствари пуну власт над Хрватима. Од 1422. године њих је раздвајала и насилна смрт Јелисавете Франкопан, супруге Хермановог сина Фридриха. Моћни Никола Франкопан, био је хрватски бан (1426—1432), зет Николе Горјанског и, стога, снажан непријатељ. Само је посредовање краља Жигмунда спречило да између њих не дође до тежих сукоба, који су претили да захвате целу Хрватску и Славонију. Франкопани су, за већу сигурност, тражили помоћ од Млечана, бојећи се да код угарског краља не превладају родбински обзири према Цељским грофовима, који су већ овом повељом краља Твртка и тежњама у Хрватској и Славонији временом могли постати господари огромног подручја од Корушке до Полимља и створити једну нову династију. Њихова политика, која је давно изгубила локални карактер, захваљујући везама са угарским и босанским двором, првенствено се оријентише према југу, иако их је Жигмунд 1430. године прогласио немачким кнезовима.

### Четврти хуситски рат
У међувремену, покренут је нови рат против хусита, али Жигмунд ни овај пут није учествовао. Наиме, 1424. године склопљена је унија из Бингена, која је званично имала за циљ борбу против хуситске јереси, а у ствари против краљеве власти. На овај начин Жигмунд је био готово лишен вођства у рату, а његова власт у Царству била је из корена уздрмана. Резултат је био исти. Крсташи предвођени Бозом фон Вицтумом били су тешко поражени 16. јуна 1426. године у бици код Ушћа на Лаби. Нешто касније је у офанзиву против хусита кренуо и Фридрих I од Бранденбурга, али је био поражен на Мжеу. Тада се његовој војсци прикључио кардинал Хенри Бофорт. 3. августа дошло је до битке код Тахова, у којој су крсташи до ногу потучени, а Хенри Бофорт је узалуд покушавао да заустави њихов бег. Хусити потом прешли у напад и, под вођством, Прокопа Великог, талентованог војсковође који је наследио Жишку 1424. године, упадали у немачке области све до Балтичког мора, сејући страх. Нарочито велику улогу у овим походима хусита имали су таборити. Захваљујући њима, међу угњетеном сиротињом немачких градова и села интензивно се ширио тај чешки отров, како су Немци називали учење хусита. Градска и сеоска сиротиња Царства задојила се идејама таборита, које су се касније испољиле у социјалном покрету у Немачкој.

### Наставак рата на доњем Дунаву: борба око Голупца
С јесени 1426. године Филипо Сколари је прешао Дунав и почео операције око Силистрије. На почетку је имао успеха, али кад су Турци добили појачања био је потиснут и потучен. Убрзо након тога је и умро у Липови на Моришу, огорчен због пораза. У пролеће 1427. године Жигмундова војска је деловала у Влашкој, где је турски кандидат био коначно поражен, и спремала се да пређе и у Бугарску. Међутим, обавештен о томе, Мурат II је стигао у Видин, док су његове чете заузеле Нову Оршаву и Северин.
Дана 19. јула 1427. године умро је деспот Стефан. На вест о његовој смрти, Жигмунд, који се у том тренутку налазио у Влашкој, пожурио је да што пре изврши обавезе уговора у Тати. Од 17. септембра до 19. новембра боравио је у Београду, који му је био свечано предат, после чега је понео ново угарско име Nandor Alba или Nandor Fejervar. Овај град постаће главни бедем за одбрану Угарске од турских провала. Приликом свечаности краљ је, после дугих преговора, интронисао новог деспота Ђурђа Бранковића, који му је дошао са бандеријима и барјацима и, клекнувши, заклео му се на верност, а он му је том приликом дао као војводи (лат. duci) и деспоту државе Рашке и Албаније знакове власти: огртач, митру и мач. Међутим, заповедник стратешки важног Голупца, војвода Јеремија, није хтео извршити заповест и предати град Угарима без 12.000 дуката одштете, јер је, наводно, толику суму платио да би му деспот Стефан дао на управу тај град. Међутим, Жигмунд му је одговорио да су документ и печати којим Јеремија доказује своје право кривотворени. Кад тражену суму није добио, Јеремија је град понудио Турцима, који нису били задовољни враћањем српске територије Угарској.
Убрзо потом у Србију је упала турска војска, која је освојила Ниш и Крушевац и опсела Ново Брдо. Да био обезбедио свој престиж у Србији, која је страдала због веза с њим, краљ Жигмунд је послао деспоту војску у помоћ. Удружени Срби и Угари поразили су велики одред турске војске код Раванице, а краљ је за овај успех 19. новембра 1427. нарочито похвалио угарског војводу Николу Бочку. Међутим, Турци нису били потпуно потиснути из земље. Други турски одред је из Голупца нападао суседна српске и угарске области, а нарочито Браничево. Сам Ђурађ је лично дошао под Голубац и обећавао Јеремији опроштај, покушавајући да га на све начине придобије да би повратио град, али војвода не само да није попуштао, него је чак и напао деспота, кад је покушао да са пратњом уђе кроз градске капије. У зиму 1427/1428. годину, Голубац је предат Турцима.
Крајем априла 1428. године, под Голубац је, на челу велике, али недовољно организоване војске од око 30.000 људи, са тешком артиљеријом, дошао сам краљ Жигмунд, приписујући велику важност граду, и опсео га и са копна и са Дунава. Недуго за њим, крајем маја, у браничевску област је дошао и сам султан Мурат. Не смејући да прихвати борбу са надмоћним непријатељем, Жигмунд је пожурио да с њим склопи мир. Међутим, почетком јуна, када је почело повлачење угарске војске, турски заповедник Синан-бег је вероломно напао њену позадину, у којој се налазио краљ, кога је само Марко де Сентласло, непоштедним пожртвовањем, успео да спаси ропства. Иако је у децембру 1428. склопио примирје с Млечанима, они су одбили да му уступе бродовље, којим би ратовао против Турака на доњем Дунаву. Не праштајући им то, Жигмунд је чак за свој неуспех код Голупца оптуживао Републику, наводно пошто му није ставила на располагање потребна финансијска средства.
Жигмунд није окривљавао Ђурђа за Јеремијино неверство. Чак није тражио од Ђурђа да му врати Сребреницу и целу Мачву; северна Мачва је била враћена Жигмунду, док је Ђурађ по краљевом одобрењу, задржао њен јужни и западни део са Ваљевом, Крупњем и Зајачом.
Приликом ових борби осетно су настрадали јужни и источни делови Србије, а у опширном запису неког ученог српског калуђера, Жигмунд је споменут као наш цар за разлику од турског, који је назван цар језически. Главна последица похода било је Ђурђево признавање турске врховне власти, при чему је постао двоструки вазал. Међутим, упркос приближавању Турцима, нови деспот је својим држањем стекао поверење угарског краља. Наиме, Жигмунд је повељом њега целе државе Рашке и Албаније кнеза и вернога деспота, са пуно признања, примио за угарског вазала. Као Стефанов наследник он је постао угарски великаш, а добио је и његове поседе у Угарској. Тако је 5. маја 1429. године могао потврдити Дебрецину све његове старе повластице, које је уживао и као Стефанов град.
После Жигмундовог пораза у Србији, а не добивши помоћ од цељског грофа, и краљ Твртко је 1429. године био присиљен да плаћа данак Турцима. Међутим, како то плаћање није извршено, услед краљеве несолвентности, Турци су посели неке од његових градова, међу којима важни Ходидјед изнад Праче и Врхбосну. Како му Жигмунд, услед својих финансијских неприлика, није могао помоћи да откупи те градове, за које су Турци тражили 32.000 дуката, Твртко је молио Млечане за зајам, али је 5. септембра 1430. године одбијен.

### Конгрес у Луцку
Жигмунд је од 6. јануара до априла 1429. године, присуствовао на конгресу европских владара у Луцку. На конгресу су били присутни и пољски краљ Владислав, литвански велики кнез Витолд, дански краљ Ерик, московски велики кнез Василиј II, тевтонски велики мајстор Паул фон Русендорф, влашки војвода, мазовске, померанске и шлеске војводе, руским кнезови, као и папски легат и представници византијског цара Јована VIII Палеолога. На овом конгресу се расправљало о судбини Молдавије, о заједничкој политици против Турака, као и о неким верским и економским питањима. Због сарадње Молдавије са Турцима, Жигмунд је предложио да се та кнежевина подели између Угарске и Пољске, међутим, тај план није заживео. Угарски краљ није пропустио прилику да се умеша у пољско-литванска питања, предложивши да се Витолд крунише за краља. Владислав је пристао на ово, али је у јулу 1430. године онемогућио Жигмундовим гласницима да донесу краљевску круну од папе, тако да није дошло до Витолдовог крунисања у августу, а литвански владар је умро недуго затим, окончавши тако насталу кризу.

### Цар Светог римског царства и мир са хуситима
Победе хусита над немачко-католичким крсташима и широка пропаганда њиховог левог крила међу радним масама Европе, које је тежило коренитом преуређењу друштва, натерали су католичко свештенство да сазове сабор у Базелу јула 1431. године. Тада је сазван пети и последњи антихуситски рат, али су крсташи предвођени бранденбуршким маркгрофом и папским легатом Јулијаном Ћезаринијем били поражени у бици код Домажлица 14. августа. Наиме, немачки витезови су се разбежали кад су чули лупу хуситских кола. Увиђајући да је директна борба с хуситима безуспешна, Базелски сабор је ступио у преговоре с десним крилом хусита, каликстинцима. Када се показало да је сабор спреман да прихвати хуситске захтеве, папа Евгеније IV га је распустио. Упркос томе, на основу преговора 1433. године је склопљен споразум, тзв. Прашки компактати, којима је дозвољено причешћивање под оба вида, што је био основни захтев хусита, установљено је проповедање на народном језику и потврђена секуларизација црквених имања која је у то време спроведена. Самим чином склапања споразума са каликстинцима католичко-немачка реакција вешто се користила унутрашњим противречностима у самом хуситском покрету, поготово нарастајућим страхом каликстинаца од таборита. Таборити, са своје стране, нису прихватили Прашке компактате, јер су у њима видели издају покрета, што је довело до коначног расцепа у истом, иначе ослабљеном услед разнородног социјалног састава хусита.
У међувремену, Жигмунд је био заокупљен учвршћавањем своје власти у Светом римском царству, где су му неуспеси у рату против хусита из основа подрили ауторитет, удаљивши га од коначног циља — царске круне. Дана 27. новембра 1431. године у Милану је гвозденом круном крунисан за краља Италије, па је потом отпутовао у Сијену, одакле је преговарао с папом Евгенијем IV, око свог крунисања за цара и признавања Базелског сабора. Преговори су на крају уродили плодом, па је 1433. године допутовао у Рим, где га је папа 31. маја крунисао за цара Светог римског царства. Немајући новца, Жигмунд је 4. јуна продао Млечанима своја права на Далмацију за 10.000 дуката, уз обавезу да Република подмири све његове трошкове приликом крунисања у Риму и повратка у Немачку. Краљ је још једном потврдио овај уговор 29. јула 1437. године, непосредно пред смрт. Тим чином ликвидиран је рат између Угарске и Млетачке републике, вођен још од 1411. године, коначним губитком Далмације.

## Последње године

### Интервенција у Босни
Одмах по повратку из Италије, Жигмунд је морао интервенисати у Босни против коалиције организоване против краља Твртка. Наиме, у јесен 1432. године дошло је до рата између њега и деспота Ђурђа. На деспотову страну стали су Турци, који су у лето 1433. године, после Твртковог пораза, истакли Радивоја, ванбрачног сина краља Остоје, као свог кандидата за босански престо. У јесен 1433. године, добивши обавештења да угарски краљ спрема помоћ Твртку, деспот је прекинуо ратовање да не би изазвао његову освету. Угарска војска, која је стигла у Босну током лета 1434. године потиснула је Радивоја и Турке, чак повративши и Ходидјед. Твртко и деспот су се измирили тек почетком 1435. године на угарском државном сабору у Пожуну, Жигмундовим посредовањем.

### Путовање Бертрандона де ла Брокијера
У то време, 1432/1433. године преко Балкана и Угарске је путовао учени француски племић Бертрандон де ла Брокијер, утицајна личност на двору бургундског војводе Филипа III Доброг. Као и његов отац, који је учествовао у Никопољској бици, Филип је показивао доста интереса за балканске ствари и кад је почела папина акција у корист балканских хришћана он је послао мудрог Бертрандона да испита прилике на истоку. Враћајући се из Свете земље, у Једрену се придружио посланству миланског војводе у коме је од султана тражено да Жигмунду уступи Босну, Албанију, Влашку и Бугарску до Софије, али је султан то одлучно одбио. Забележио је и да су Турци са презиром говорили о угарској борбеној снази. Путујући даље, Бертрандон је стигао у Србију, где је описао деспота. Том приликом је забележио да је деспот је имао велики број имања и у Угарској, цењених на 50.000 дуката, која су била делом наслеђена од деспота Стефана, а делом накнадно добијена од Жигмунда, да га начини својим човеком. Радознали Француз даље бележи, да деспот, из страха од Турака, опет више слуша султана него цара.
Настављајући ка северозападу, Бертрандон је описао и Београд, чији је заповедник ранији дубровачки поданик Матија Таловец. Из његовог казивања сазнајемо да је један део градске посаде био састављен од немачких најамника и о страху од Турака:
За људе из Србије рекоше ми, да се у град никако не пуштају зато што су турски поданици и Турчина слушају; а Угари су непоуздани и Турака се толико боје, да не би смели чувати место и сачекати Турчина и сву силу његову, кад би на град ударио.
Прошавши кроз Београд, Бертрандон је наставио према Будиму, где се растао са миланским посланством. Из Будима му је било потребно 5 дана да стигне до Беча, одакле је наставио ка Бургундији. Много година касније, 1457. године, по налогу свог господара, саставио је путопис Путовање преко мора (фр. Le Voyage d'Outre-Mer), у коме је описао запажања на истоку.

### Одбрана од Турака
Жигмунд се морао посветити питању Турака. У јужној Угарској су се 1430-их све чешће појављивали турски помамници и паликуће, а најбогатији део земље постао је подручје слободног плена за непријатеља. У угроженим крајевима више пута претио је устанак племића, али до њега није дошло. Магнати, по речима једног савременика, зазиру да иду у борбу против Турака. Да би решио то питање, краљ је 1432. године издао посебну наредбу којом би били установљени посебни гарнизони у јужној Угарској. Коначна наредба те врсте, ипак је издата 12. марта 1435. године у Будиму. Подручје јужно од Драве поделио је у 3 табора. Јужни или хрватски табор, био је састављен од 5 бандерија, од којих су по једну давали краљ и хрватски бан и кнезови цетински, крбавски и сењски. Том табору су припадали и Дубровчани и Власи. Средњи или славонски табор био је такође састављен од 5 бандерија, у које су по 500 војника доводили славонски бан, загребачки бискуп, врански приор, кнезови Благајски и магнат Владислав Тот од Суседграда. У источни или усорски табор мачвански банови су давали 4000 војника, Јанош Моровићки 1000, Матија Таловец 1000, а други магнати заједно 2200 војника. Остатак јужне Угарске Жигмунд је поделио у 2 табора, Темишварски и Ердељски.
У то време дошло је до успона Јаноша Хуњадија. Нижа племићка породица Хуњади је из суседне Влашке прешла у Угарску, где је Јаношев отац Војк, као краљев дворски витез, 1409. године добио у посед утврђени град Вајда-Хуњад. Јанош је од ране младости служио код разних феудалаца, између осталих и код деспота Стефана, а затим је прешао у пратњу угарског краља, са којим је боравио у Италији и Бохемији.

### Смрт најјачих магната
Жигмунд је доживео готово 70 година, дочекавши смрт најјачих угарских магната. Дана 26. јуна 1432. године, умро је Никола Франкопан, бан Хрватске и Далмације и богати господар Винодола, Крка, Сења, Модруша, Гацке, Лике, Озља и Цетине. О његовој моћи говори и то да је 1426. године, по свом именовању за хрватско-далматинског бана, несолвентном Жигмунду позајмио 28.000 дуката, добивши у залог градове: Бихаћ, Сокол, Рипач, Рмањ, Книн, Врлику, Островицу, Скрадин. За Николом је остало 9 синова, који ће тек 1449. године резделити очеве поседе. Никола Горјански, који је пуне 32 године био палатин, умро је 3. децембра 1433. године, оставивши за собом 2 сина: Николу и Ладислава. Иваниш Нелипчић, цетински, омишки и клишки кнез, умро је 1434. године, а наследила га је његова једина кћерка Катарина, удата за Ивана Франкопана, који је од свог оца наследио титулу бана Далмације и Хрватске. У Пожуну 13. децембра 1435. године умро је и Жигмундов таст Херман Цељски, славонски бан у 2 наврата (1406—1408 и 1423—1435), а наследио га је син Фридрих.

### Рат за Сандаљево и Нелипчићево наслеђе
Дана 15. марта 1435. године, умро је Сандаљ, а наследио га је синовац Стефан Вукчић, који је од раније одржавао везе с Турцима, а сада се, посредством Дубровника, понудио за савезника Жигмунду. Међутим, Жигмунд је пружио подршку Твртку, који се у мају вратио са угарског двора у Босну да спреми борбу против Косача, својих старих непријатеља. Осим босанског краља, не знајући какав ће бити Сандаљев наследник, и многи други породични непријатељи Косача пожурили су да нападну њихов посед искоришћавајући Сандаљеву смрт. Сам краљ Жигмунд тражио је од Дубровачке републике, да помогне устанак и западне хумске властеле, с циљем да сломи наследника једног свог вазала, који му је својом снагом и утицајем задавао много неприлика. Међутим, Дубровчани су остали пасивни. Стога је угарски краљ, маја 1435. године, издао наредбу хрватским кнезовима Ивану и Стјепану Франкопану, да освоје Хум, као стару угарску област, за чијег новог господара је именовао Матију Таловца. Угарске и хрватске чете су потом упале у Стефанову област, продрле све до Неретве и поселе важни трг Дријево.
На позив угроженог Стефана Вукчића, у Босну је упала турска војска од 1.500 људи, коју је предводио Барак, син скопљанског Исак-бега. Турци су се задржали у Хуму и Травунији до новембра, док је један њихов одред већ у августу повратио Ходидјед, учврстивши турску власт у Врхбосни. Пред Турцима је из Дријева побегла угарско-хрватска војска, немајући довољно снаге да се прихвати борбу. На тај начин Стефан је повратио све изгубљене положаје.
Сандаљев наследник је добио ненаданог савезника и у хрватском кнезу Ивану Франкопану. Наиме, после смрти цетинског кнеза Иваниша Нелипчића 1434. године, његове поседе: Сињ, Травник на Цетини, Чачвину, Клис, Омиш, Висућ, Камичак, Кључ, Петрово поље и Звониград, требало је да наследи Иван, као муж његове кћери Катарине. Иван је већ користио титулу кнез цетински и клиски. Међутим, Жигмунд није пристајао на то и тражио је да се та област уступи њему, пошто је Нелипчић умро без мушког наследника, иако им је раније то био одобрио. Кад се Иван није хтео покорити, краљ га је 1436. године прогласио за одметника и наредио Матији Таловцу, који је 1435. године именован баном Славоније, да крене против њега. У борбама вођеним током целе године, Франкопан је био поражен и крајем године му се губи сваки траг, а 31. јануара 1437. године његова удовица је предала Жигмунду све земље свог оца и мужа. Краљ је ову област уступио браћи Таловец: Матији, Петру, Франку и Ивану, који су од сада носили титулу кнезови цетински. Стефану су ови сукоби били од непосредне користи, јер су задржали Таловца од поновног напада на Хум. Једини угарски успех у Босни, током ових сукоба, било је коначно потискивање Твртковог противника, краља Радивоја.
Уплашен турским учвршћивањем у срцу Босне, Твртко је прихватио плаћање данка Турцима, добивши јемство од султана да ће бити признат и поштеђен. Везе с Турцима приближиле су Твртка и Стефана, што је резултирало њиховим савезом у другој половини 1436. године.

### Коначна победа у Бохемији
У међувремену, 1434. године у Бохемији је међу самим хуситима дошло до правог рата. Без водеће класе, коју нису могли представљати разнородни и подвојени грађани и слаби и неорганизовани нижи слојеви предвођени рударима, таборити су претрпели пораз од каликстинаца у бици код Липана, у којој је пао и њихов вођа Прокоп Велики. Каликстинци су сада, посредством Базелског сабора, повели преговоре са Жигмундом, са циљем да склопе мир. Године 1436. Жигмунд се споразумео са каликстинцима, тако што је признао компактате и дозволио хуситима да бирају свог надбискупа, признавши на тај начин аутономију чешке хуситске цркве. Са своје стране, каликстинци су признали Жигмунда за чешког краља. Међутим, рат између таборита и каликстинаца се наставио. Таборити су, иако ослабљени, сачували нека упоришта, међу којима и Табор, који је остао њихово главно упориште.

### Последњи поход
Године 1437. Турци су заједно с Власима провалили у Ердељ до Сибиња. Да им се освети, стари краљ је преко Србије упутио једну летећу казнену експедицију. Угарска војска у којој је било и Пољака и Чеха, предвођена Јаношем Марцалијем, једним од најбољих Жигмуносвих војсковођа, прешла је Дунав 19. јуна код Пожежене и продрла дубоко у Србију. За три дана стигла је до Сталаћа и попалила турске шајке под њим, а сутрадан је спалила Крушевац. Сам Жигмунд изричито је похвалио бана Франка Таловца, који је пошао да попали и уништи град Крушевац, што је то извршио. Одмах потом Угари су кренули у повлачење и већ 27. јуна кретали су се према Ковину. Од таквих демонстративних похода није било никаквих правих војничких користи, нити су такви походи могли постојећи однос снага. Пред сам прелазак преко Дунава, угарску војску је стигла турска потера из Видина, предвођена Али-бегом. У бици на Годоминском пољу код Смедерева, Турци су били потучени са осетним губицима. Поражени и огорчени, они су опустошили околину Смедерева, кривећи Србе да су били у споразуму са Угарима. Та оптужба је дошла и до султана, који је веровао да Угари не би смели вршити такве походе дубоко по Србији да нису имали неких тајних споразума са Србима. Као поузданије јемство за своје будуће држање, деспот је био приморан да преда Турцима браничевски крај, по личном тражењу султана. Тим чином, Турци су добили непосреднији надзор над угарским кретањем на Дунаву и нову базу за упаде у Угарску.

### Побуна у Ердељу
Развој пољопривреде и производња за градско тржиште омогућили су сељацима да дођу до новца, па је село постало богатије. То је пробудило похлепу феудалаца. Записи сведоче да су феудалци самовласно једноставно хватали богатије сељаке и изнуђивали откуп од њих. Општа појава је пак била да су црквени и световни феудалци несразмерно повећавали новчане захтеве. Израз тадашњег сељачког незадовољства било је ширење јеретичких учења која су се разликовала од званичног учења цркве. На бога су се позивали и црква и феудалци, а то су чинили и јеретици, али су они сасвим друкчије тумачили божје заповести. 1430-их, преко свештеника који су дошли из Бохемије, у Угарској се проширило хуситско учење. Хуситско учење је брзо освајало просторе, углавном у јужној Угарској и у Ердељу, где је незадовољство било веће него у осталим деловима земље.
Према једном црквеном извештају из тог времена, хусити заражени метиљом проповедају, између осталог, да бог не дели људе, тј. да су кмет, свештеник и племић једнаки. Такође су позивали на укидање црквене имовине. Ово учење у религиозној формулацији је, у ствари, нападало феудални поредак па није чудно што су црквена и државна власт наступале заједно. Црква је слала инквизиторе да искорене јереси. Инквизитори пак нису знали за милост, чак су и откопавали мртве и спаљивали их ако је неко за њих тврдио да су били јеретици.
У јужној Угарској инквизиција је направила реда, али у Ердељу је хуситски покрет, пре него што су успели да га униште, допринео избијању прве велике сељачке побуне у Угарској. Наиме, ердељски бискуп Ђерђ Лепеш, због пада вредности новца, три године није скупљао порез, а 1437. године захтевао је наплату свих изосталих црквених пореза и то у стабилној валути. На то су се сељаци латили оружја. Водио их је ситни племић Антал Нађ Будимски, а подржала их је и већина становника Коложвара. Сељачка војска је код Дежа тријумфовала над феудалцима, који су после тога су били принуђени на преговоре. Испред Конвента у Коложмоноштору, институцији задуженој за регулисање пореза у овој области, дошло је до споразума. Нагодбом је укинута деветина, осигурано је право слободне сеобе и омогућена је сталешка организација сељака. Требало је да се делегати кметских села састају сваке године да би проверавали спровођење нагодбе. Међутим, они нагодбу из Коложмоноштора нису успели да спроведу у дело. Угарски, секељски и саски феудалци Ердеља су споразумом у Каполни ујединили су своје снаге против сваког спољњег и унутрашњег непријатеља. Потом су, дошавши до војничке предности, прогласили ранију нагодбу ништавном. До одлучујућег сукоба дошло је непосредно по Жигмундовој смрти, код Коложвара крајем 1437. године. У крвавој бици сељаци су тешко поражени, а Антал Нађ Будимски је погинуо, што је значило крај побуне.

## Унутрашња политика у Угарској
Биланс Жигмундове полувековне владавине Угарском веома је контроверзан. Жигмунд се домогао царске круне и чешког престола, али није успео да сломи баронске лиге, док се на јужним границама надвијала опасност од Турака. Међутим, у Жигмундовој политици било је индикативно то што је краљ подржавао политичке амбиције нижег племства и што је помагао развој градова. Жигмунд је доносио декрете у одбрану домаћих трговаца, проширио је власт градских већа, усељавањем страних мајстора покушавао је да подстакне производњу луксузне робе и учинио је покушај да уведе јединствен систем мера. Наравно, од његових декрета остварено је само мало, али неминовно је да се цеховски систем развио у целој земљи, да су се градови обогатили и да је порастао њихов политички значај. У Жигмундово време започело је и сталешко организовање градова.
Развој сталежа је општеевропска појава у периоду процвата феудализма. Током Жигмундове владавине, у Угарској долази до савеза друштвених слојева, који имају приближно једнаке привилегије, са циљем учвршћивања истих. У том циљу, они заједнички наступају у политичком животу, а њихову политику на нивоу земље одређују њихови сталешки интереси.
Развој сталежа у Угарској се може пратити на примеру нижег племства. Још од 13. века, па и у Жигмундово време, од разних привилегованих слободних сељака са мањим поседима (лат. serviens), као што су су: кнез, градски или општински поглавар (мађ. soltész), настајало је правно изједначено ниже племство. Изградња система племићких жупанија у целој земљи, чак и уз контролу магната, јачала је јединство нижег племства и њихову сталешку свест, због чега је Жигмунд често тражио савезништво са њима. Током свог развоја ниже племство је учврстило своје привилегије, пре свега, кроз личне слободе, ослобађање поседа од пореза и жупанијску самоуправу, учинивши своје положаје наследним. На овај начин ниже племство је постајало све важнији фактор, на крају се укључивши и у државну политику. Развој сталежа завршен је тек после Жигмундове смрти.
Најважнија институција сталешког система била је сталешка земаљска скупштина, у чијем раду су могли учествовати само припадници сталежа, односно њихови заступници. На земаљским скупштинама је доносила законе, изгласавала порезе и одлучивала о војним питањима. Међутим, ово управно тело постало је позорница доношења најважнијих политичких одлука тек после Жигмундове смрти.

## Смрт и последице
Краљ и цар Жигмунд је умро 9. децембра 1437. године у моравском граду Знојму. Његовом смрћу угасила се династија Луксембург, а на престолу трију краљевина: Угарске, Хрватске и Бохемије, наследила га је кћерка Елизабета. Против нове краљице је од почетка ковала заверу њена рођена мајка Барбара, која се, иако је већ имала 45 година, хтела удати за 14-годишњег пољског краља Владислава III, не би ли тако задржала власт у својим рукама. Барбару је помагао њен брат Фридрих Цељски. Међутим, против Барбаре је стао Елизабетин муж, аустријски војвода Албрехт Хабзбуршки, утамничивши своју ташту у Пожуну. Потом су се угарски бискупи и феудалци састали у истом граду, где су Албрехт и Елизабета 18. децембра 1437. године изабрани за краља и краљицу Угарске, Хрватске и Далмације. Краљевски пар се потом запутио у Секешфехервар, где су крунисани 1. јануара 1438. године. 18. марта Албрехт је једногласно изабран за краља Римљана, после чега је пошао у Праг, где је 29. јуна крунисан за краља Бохемије. Тим чином Албрехт је објединио све Жигмундове територије под својом влашћу.
Међутим, нови краљ се морао суочити са јаком феудалном опозицијом у Угарској и Бохемији, у којој је био истакнут и краљ-противкандидат Казимир Јагелонац. Користећи смрт краља Жигмунда и заузетост његовог наследника, Турци су постали агресивнији. Њихова војска је 1438. године упала у Ердељ и страховито га опустошила, напавши и Србију, пошто су били незадовољни деспотовом политиком. Године 1439. Српска деспотовина је пала под турску власт, али је касније обновила своје постојање. Исте године је умро краљ Албрехт, после чије смрти је у Угарској наступило доба политичке нестабилности и сталних турских напада, а саму земљу је од тежих последица спасио Јанош Хуњади. Овај период се завршио доласком на власт његовог сина Матије Корвина. У Бохемији је, после изласка из персоналне уније с Угарском и дужег међувлашћа, 1458. године за краља проглашен хуситски племић, Јиржи Подјебрадски.

## Брак и породица
Прва Жигмундова супруга била је Марија Анжујска, којом је и дошао до права на престо. Њом се оженио 1385. године, али је она умрла десет година касније не родивши му наследника. Краљ није имао срећан породични живот, за шта је умногоме био сам крив. По приповедању Енее Силвија Пиколоминија, будућег папе Пија II, Жигмунд је боравећи у Риму сам себе описао папи Евгенију:
Три су ствари, свети оче, у којима се не слажемо, а опет се у трима стварима слажемо. Ти ујутру дуго спаваш, а ја пред зору устајем; ти пијеш воду, а ја вино; ти бежиш пред женама, а ја за њима. Но зато ти дарежљиво делиш црквено благо, а и ја за себе ништа не приштедим; тебе боле ноге, а мене руке; ти разараш цркву, а ја државу.
Силвио нам још саопштава да је Жигмунд био лепог тела, али да је био похлепан, несталан, расипан и раздражљив, а уз то блудник и лажов; више је обећавао, него што је испуњавао. Међутим, гора од Жигмунда је била његова друга супруга Барбара Цељска, прозвана Црна краљица. Она је живела толико разуздано, да ју је Жигмунд већ 1419. године због прељуба бацио у тамницу. Барбара је краљу родила једину кћер Елизабету, која се удала за аустријског војводу Албрехта V, сина Албрехта IV, кога је Жигмунд 1402. године прогласио наследником.

## Породично стабло
|  |                                            |  |  |  |  |  |  |  |  |  |  |  |  |  |  |  |
|  | 16. Хенрик VI, гроф од Луксембурга         |  |  |  |  |  |  |  |  |  |  |  |  |  |  |  |
|  |                                            |  |  |  |  |  |  |  |  |  |  |  |  |  |  |  |
|  |                                            |  |  |  |  |  |  |  |  |  |  |  |  |  |  |  |
|  | 8. Хајнрих VII, цар Светог римског царства |  |  |  |  |  |  |  |  |  |  |  |  |  |  |  |
|  |                                            |  |  |  |  |  |  |  |  |  |  |  |  |  |  |  |
|  |                                            |  |  |  |  |  |  |  |  |  |  |  |  |  |  |  |
|  | 17. Беатрис од Авена                       |  |  |  |  |  |  |  |  |  |  |  |  |  |  |  |
|  |                                            |  |  |  |  |  |  |  |  |  |  |  |  |  |  |  |
|  |                                            |  |  |  |  |  |  |  |  |  |  |  |  |  |  |  |
|  | 4. Јован Слепи, краљ Бохемије              |  |  |  |  |  |  |  |  |  |  |  |  |  |  |  |
|  |                                            |  |  |  |  |  |  |  |  |  |  |  |  |  |  |  |
|  |                                            |  |  |  |  |  |  |  |  |  |  |  |  |  |  |  |
|  | 18. Јован I, војвода Брабанта              |  |  |  |  |  |  |  |  |  |  |  |  |  |  |  |
|  |                                            |  |  |  |  |  |  |  |  |  |  |  |  |  |  |  |
|  |                                            |  |  |  |  |  |  |  |  |  |  |  |  |  |  |  |
|  | 9. Маргарета од Брабанта                   |  |  |  |  |  |  |  |  |  |  |  |  |  |  |  |
|  |                                            |  |  |  |  |  |  |  |  |  |  |  |  |  |  |  |
|  |                                            |  |  |  |  |  |  |  |  |  |  |  |  |  |  |  |
|  | 19. Маргарета од Фландрије                 |  |  |  |  |  |  |  |  |  |  |  |  |  |  |  |
|  |                                            |  |  |  |  |  |  |  |  |  |  |  |  |  |  |  |
|  |                                            |  |  |  |  |  |  |  |  |  |  |  |  |  |  |  |
|  | 2. Карло IV, цар Светог римског царства    |  |  |  |  |  |  |  |  |  |  |  |  |  |  |  |
|  |                                            |  |  |  |  |  |  |  |  |  |  |  |  |  |  |  |
|  |                                            |  |  |  |  |  |  |  |  |  |  |  |  |  |  |  |
|  | 20. Отакар II Пшемисл, краљ Бохемије       |  |  |  |  |  |  |  |  |  |  |  |  |  |  |  |
|  |                                            |  |  |  |  |  |  |  |  |  |  |  |  |  |  |  |
|  |                                            |  |  |  |  |  |  |  |  |  |  |  |  |  |  |  |
|  | 10. Вацлав II Пшемисл, краљ Бохемије       |  |  |  |  |  |  |  |  |  |  |  |  |  |  |  |
|  |                                            |  |  |  |  |  |  |  |  |  |  |  |  |  |  |  |
|  |                                            |  |  |  |  |  |  |  |  |  |  |  |  |  |  |  |
|  | 21. Кунигунда од Славоније                 |  |  |  |  |  |  |  |  |  |  |  |  |  |  |  |
|  |                                            |  |  |  |  |  |  |  |  |  |  |  |  |  |  |  |
|  |                                            |  |  |  |  |  |  |  |  |  |  |  |  |  |  |  |
|  | 5. Елизабета од Чешке                      |  |  |  |  |  |  |  |  |  |  |  |  |  |  |  |
|  |                                            |  |  |  |  |  |  |  |  |  |  |  |  |  |  |  |
|  |                                            |  |  |  |  |  |  |  |  |  |  |  |  |  |  |  |
|  | 22. Рудолф I Хабзбуршки, краљ Немачке      |  |  |  |  |  |  |  |  |  |  |  |  |  |  |  |
|  |                                            |  |  |  |  |  |  |  |  |  |  |  |  |  |  |  |
|  |                                            |  |  |  |  |  |  |  |  |  |  |  |  |  |  |  |
|  | 11. Јудита од Хабзбурга                    |  |  |  |  |  |  |  |  |  |  |  |  |  |  |  |
|  |                                            |  |  |  |  |  |  |  |  |  |  |  |  |  |  |  |
|  |                                            |  |  |  |  |  |  |  |  |  |  |  |  |  |  |  |
|  | 23. Гертруда од Хоенбурга                  |  |  |  |  |  |  |  |  |  |  |  |  |  |  |  |
|  |                                            |  |  |  |  |  |  |  |  |  |  |  |  |  |  |  |
|  |                                            |  |  |  |  |  |  |  |  |  |  |  |  |  |  |  |
|  | 1. Жигмунд Луксембуршки                    |  |  |  |  |  |  |  |  |  |  |  |  |  |  |  |
|  |                                            |  |  |  |  |  |  |  |  |  |  |  |  |  |  |  |
|  |                                            |  |  |  |  |  |  |  |  |  |  |  |  |  |  |  |
|  | 24. Богуслав IV, војвода Помераније        |  |  |  |  |  |  |  |  |  |  |  |  |  |  |  |
|  |                                            |  |  |  |  |  |  |  |  |  |  |  |  |  |  |  |
|  |                                            |  |  |  |  |  |  |  |  |  |  |  |  |  |  |  |
|  | 12. Вартислав IV, војвода Помераније       |  |  |  |  |  |  |  |  |  |  |  |  |  |  |  |
|  |                                            |  |  |  |  |  |  |  |  |  |  |  |  |  |  |  |
|  |                                            |  |  |  |  |  |  |  |  |  |  |  |  |  |  |  |
|  | 25. Маргарет од Ригена                     |  |  |  |  |  |  |  |  |  |  |  |  |  |  |  |
|  |                                            |  |  |  |  |  |  |  |  |  |  |  |  |  |  |  |
|  |                                            |  |  |  |  |  |  |  |  |  |  |  |  |  |  |  |
|  | 6. Богуслав V, војвода Помераније          |  |  |  |  |  |  |  |  |  |  |  |  |  |  |  |
|  |                                            |  |  |  |  |  |  |  |  |  |  |  |  |  |  |  |
|  |                                            |  |  |  |  |  |  |  |  |  |  |  |  |  |  |  |
|  | 26. Улрих I од Линдау-Рупина               |  |  |  |  |  |  |  |  |  |  |  |  |  |  |  |
|  |                                            |  |  |  |  |  |  |  |  |  |  |  |  |  |  |  |
|  |                                            |  |  |  |  |  |  |  |  |  |  |  |  |  |  |  |
|  | 13. Елизабет од Линдау-Рупина              |  |  |  |  |  |  |  |  |  |  |  |  |  |  |  |
|  |                                            |  |  |  |  |  |  |  |  |  |  |  |  |  |  |  |
|  |                                            |  |  |  |  |  |  |  |  |  |  |  |  |  |  |  |
|  | 27. Аделхајд од Шладена                    |  |  |  |  |  |  |  |  |  |  |  |  |  |  |  |
|  |                                            |  |  |  |  |  |  |  |  |  |  |  |  |  |  |  |
|  |                                            |  |  |  |  |  |  |  |  |  |  |  |  |  |  |  |
|  | 3. Елизабета Померанијска                  |  |  |  |  |  |  |  |  |  |  |  |  |  |  |  |
|  |                                            |  |  |  |  |  |  |  |  |  |  |  |  |  |  |  |
|  |                                            |  |  |  |  |  |  |  |  |  |  |  |  |  |  |  |
|  | 28. Владислав I Кратки, краљ Пољске        |  |  |  |  |  |  |  |  |  |  |  |  |  |  |  |
|  |                                            |  |  |  |  |  |  |  |  |  |  |  |  |  |  |  |
|  |                                            |  |  |  |  |  |  |  |  |  |  |  |  |  |  |  |
|  | 14. Казимир III, краљ Пољске               |  |  |  |  |  |  |  |  |  |  |  |  |  |  |  |
|  |                                            |  |  |  |  |  |  |  |  |  |  |  |  |  |  |  |
|  |                                            |  |  |  |  |  |  |  |  |  |  |  |  |  |  |  |
|  | 29. Јадвига од Калиша                      |  |  |  |  |  |  |  |  |  |  |  |  |  |  |  |
|  |                                            |  |  |  |  |  |  |  |  |  |  |  |  |  |  |  |
|  |                                            |  |  |  |  |  |  |  |  |  |  |  |  |  |  |  |
|  | 7. Елизабета Пољска                        |  |  |  |  |  |  |  |  |  |  |  |  |  |  |  |
|  |                                            |  |  |  |  |  |  |  |  |  |  |  |  |  |  |  |
|  |                                            |  |  |  |  |  |  |  |  |  |  |  |  |  |  |  |
|  | 30. Гедимин, велики војвода Литваније      |  |  |  |  |  |  |  |  |  |  |  |  |  |  |  |
|  |                                            |  |  |  |  |  |  |  |  |  |  |  |  |  |  |  |
|  |                                            |  |  |  |  |  |  |  |  |  |  |  |  |  |  |  |
|  | 15. Алдона од Литваније                    |  |  |  |  |  |  |  |  |  |  |  |  |  |  |  |
|  |                                            |  |  |  |  |  |  |  |  |  |  |  |  |  |  |  |
|  |                                            |  |  |  |  |  |  |  |  |  |  |  |  |  |  |  |
|  | 31. Јевна                                  |  |  |  |  |  |  |  |  |  |  |  |  |  |  |  |
|  |                                            |  |  |  |  |  |  |  |  |  |  |  |  |  |  |  |
|  |                                            |  |  |  |  |  |  |  |  |  |  |  |  |  |  |  |